# スーパーナチュラルのキャラクター
スーパーナチュラルのキャラクターでは、アメリカ合衆国のテレビドラマ『スーパーナチュラル』に登場する人物・魔物などについて述べる。

## 主要人物
ディーン・ウィンチェスター（Dean Winchester）
演：ジェンセン・アクレス
日本語吹き替え：井上聡（1–2） / 東地宏樹（1–）
出身地：カンザス州ローレンス市
生年月日：1979年1月24日
主人公。ウィンチェスター家の長男。父ジョンと弟のサムとともに闇に潜む魔物や妖怪などを退治していた。ハンターを「家業」としているが、無報酬のため、生活費などはギャンブル、時にはカード詐欺などで得ている。「狩り」のための情報収集の際はFBI捜査官や他の政府機関の役人などに成りすまして聞き込みをしているため、偽IDカードを多数所持している（偽名はミュージシャンからとったものが多い）。父親を尊敬しており、幼い頃母メアリーが死亡した際に「弟を護れ」と言われたことに強く影響され、魔物狩りに人生を捧げる覚悟を決め、弟に対しては時に過剰なまでの兄弟愛を見せる。現実的な部分があり、吸血鬼や天使などの未知の存在に対し、実際に目にするまで懐疑的であった。外見に似合わず素顔は子供っぽく、たびたび弟にいたずらを仕掛けてはあきれられている。ミーハーな性格で食い意地が張っており、音楽は主にオールディーズを好んで聴く。目上の人物に対して敬語を使わないなど年齢に比して社会的とは言えないが、子供の扱いは上手で赤ちゃんをあやして世話する場面もあった。女好きではあるが、シーズン3で再会したリサに対しては特別な感情を抱いているようで、のちのシーズン6では彼女の息子ベンと共に家族のような関係になっている。警察に追われる身となり、自らと弟の幸せを犠牲にして人々の命を救うことを時に疑問に思いつつも、強い責任感と精神力で乗り越えている。飛行機恐怖症のため、移動には主に自身の愛車である1967年モデルのシボレー・インパラを使用する。インパラを家族のように溺愛しており、大抵の場合は他人に運転させることを許さず、車体を傷付けられれば怒りを露わにする。ライターを持っているが煙草は吸わない。動物が苦手で特に犬が大嫌い。シーズン8では、サムが車で轢いて怪我させた犬を車内に入れた事実を知るや、かんかんに怒っていた。また、猫アレルギーらしく、猫の側にいるとくしゃみが止まらなくなる。こちらもシーズン8の話。
シーズン1 -- ストーリー開始以前より別行動を取っていたジョンが音信不通となってしまったため、同じく以前より「狩り」を辞め大学に進学していたサムに協力を求める。狩りを続けるなかで行方不明の父と再会し、母を殺した悪魔にも接触するが、取り逃がしてしまう。そしてディーンら3人が乗っているインパラに悪魔に憑依されたトラックが衝突。ディーンは瀕死の状態となってしまう。
シーズン2 -- 事故により瀕死の重傷を負った自分の命を救うため、ジョンが悪魔と契約し命を落としたと知り深い悲しみに暮れるも、ジョンの遺志を継ぎ戦い続けると誓う。死ぬ直前のジョンから「悪魔の計画」について断片的に知らされ、これまで以上に弟を守るために必死になる。その後、宿敵の悪魔アザゼルに復讐を果たすも、その直前に脊髄を刺されたことにより死んでしまったサムを救うためにジョン同様に悪魔と取り引きをしていたため、余命1年となってしまう。
シーズン3 -- サムと共に自分の命を救うべく、悪魔との契約から逃れる術を見つけようと奔走するが、結局契約通り悪魔リリスの地獄の猟犬に噛み殺されて地獄へ堕ちてしまう。
シーズン4 -- 地獄に堕ちてから4か月後、地獄より謎の復活を遂げた。後に自分を蘇生させたのはカスティエルという天使であり、リリスが魔王ルシファーの復活を狙っているため、それを阻止せんとカスティエルを含む天使たちとリリス率いる悪魔たちの戦争にディーンの協力が要るという。しばらく平静を装っていたが心の内では地獄において受けた苦しみ、そしてその度重なる苦痛に耐え切れず悪魔アラステアに言われるがまま、他の人間を痛めつけたという罪の意識に駆られ、さらには自分のその行為がルシファーの封印を解く最初の鍵だったと知らされて絶望する。その後自分が地獄にいた間にサムが悪魔の血を飲んでいたことを知ると、サムとの関係が悪化。一時期はサムを「弟じゃない」と切り捨てるような発言をするが、ボビーによって自分にとって本当に大切のものは何か気づかせられ、再びサムの下へ駆けつけたが、そこでルシファーの復活を目の当たりにする。
シーズン5 -- 天使に自分が大天使ミカエルの器だと知らされ、さらに受け入れることを迫られるが、それを拒絶してルシファーを倒す別の方法を探すものの、サムのことも完全に信頼できないままでいた。さらに、四人の騎士の「飢饉」に「心が死んでいる」とまで言われてしまう。戦いを続けるなかで、ルシファーを倒す方法を突き止めるが、それにはサムの犠牲が必要だと判明するとまたしても苦悩する。激闘の末、ついにルシファーを封印することに成功するが、同時にサムを失い途方に暮れ、ある場所へと向かう。
シーズン6 -- それから一年後、リサとその息子ベンと共に平穏な生活を送っていたが突如復活したサムと祖父サミュエルに不穏な空気を感じつつも狩りに復帰する。その際、リサとベンを危険に巻き込まないよう自分から別れを切り出そうとするがリサの一言で思い留まり、「狩り」と「家族」の両立を決意し再び戦いの中へと身を投じていく。サムの魂がないことを知るや魂を取り戻させるべく躍起になり、四騎士の死の協力を経てサムの魂を蘇生、その後すべての怪物の根源であるイヴを追うもカスティエルの企みを知ってしまい、仲間の裏切りに動揺を隠せないまま彼と敵対する。ベンが自分に憧れて「ハンターになりたい」と言いだした時は凄い剣幕で怒り、手を上げてしまったこともあったが、彼ら親子を危険に巻き込みたくないと思う故の行動だった。しかし、結局彼らが危険に巻き込まれてしまったため、カスティエルの力で自分に関する記憶を抹消し、一緒に暮らすことを諦めた。
シーズン7 -- リヴァイアサンの首領であるディックに父親同然のボビーを殺されてしまうが、最終話でディックを倒して仇を討つ。しかし、ディックを殺した武器の威力が予想以上に大きく、近くにいたカスティエルと共に煉獄に飛ばされてしまう。
シーズン8 -- 煉獄から奇跡的に生還を果たすが、カスティエルを見捨ててしまったと思い込んで苦悩していた。後にそれは思い込みでカスティエル自らがこの世への入り口で共に脱出しようとしたディーンを拒んで煉獄にとどまっていたことが判明する。その後、突然タイムスリップで自分らの前に現れた祖父の（ジョンの父）ヘンリーから自分たちが賢人の血を引く家系であることを知らされる（この時ヘンリーと一緒にアバドンもタイムスリップしていた）。ウィンチェスター（父方）→賢人の家系で、キャンベル（母方）→ハンターの家系である。しかしヘンリーはこの時代から戻ることなく、父・ジョンは孤独な幼少期を過ごしたことを聞いていたディーンは理由があったにせよ父・ジョンを捨てたことに代わりは無いとしてヘンリーへの怒りを見せる。しかし、アバドンを足止めするために自らを犠牲にしたヘンリーに最後は家族としての絆を見せた。そして賢人が昔使用していた基地の場所を教わり、その鍵を譲り受けて基地にて暮らすようになる。その際自分の部屋を自宅の私室同然に自分好みに飾っていたが、サムは「ここはあくまで基地であって家そのものではない」と違う反応を示していた。
地獄の門を閉じるために三つの試練を受けようとするが、最初の試練、地獄の番犬の血を浴びる時に負傷してしくじり、失敗。助けに入ったサムが番犬の血を浴びて試練に成功してしまった。これにより、彼がすべての試練を請け負うことになる。二つ目の試練で地獄にとらわれていたボビーを救い出して成仏に成功する。しかし、三つ目の試練で天界でのカスティエルのボス？であるナオミから三つの試練を達成したものは神の犠牲として死ぬという事実を聞かされてサムを止めにかかる。
シーズン9 -- 試練は中断させたものの、サムの体は非常に危険な状態で医者に見離されてしまい、教会で必死に祈って天使に助けを請う。そして、ディーンの前に現れた、エゼキエルと名乗る天使に協力を求める。死の騎士と会っていたサムを欺きエゼキエルの器にした。弟を助けたい一心での行動だったがサムにとっては許しがたいことであり、彼に憑依していた天使が本当はガドリエルという名でエゼキエルと偽っており、神のいない天界を支配しようと企むメタトロンの命により不可抗力であるにせよケビンを死なせてしまうことになってしまったため、その後しばらくサムと複雑な関係になってしまった。天界を支配しようとしているメタトロンと、クラウリーに変わり地獄を支配していたアバドンを殺すためクラウリーと共にカインの元へ赴き、悪魔と天使関係無くあらゆる物を殺すことのできる「原始の剣」を「カインの刻印」と共に譲り受ける。しかし、刻印の強すぎる力に段々と心を蝕まれていくことにより徐々に怪物の殺害を楽しむようになってしまう。ラストにおいてメタトロンに挑むが天使の石板の力を得たメタトロンには敵わず、剣で刺されサムの腕の中で息絶える。その後「カインの刻印」の影響により、悪魔となって目を覚ます。
シーズン10 -- 復活を遂げるが悪魔と化しており、この時点では本人の理性が残っていたのでサムを傷つけたくない理由からか基地から姿をくらます。後にサムと再会したときには理性がほとんど失われており、何の躊躇もなく弟を殺しにかかったが寸前のところでカスティエルが止めに入り、サムによって悪魔を人に戻す儀式によって浄化され理性を取り戻した。だが完全に浄化されたわけではなく、腕に残ったカインの印に翻弄されて怒りを抑えられなくなり、とうとう人を手にかけてしまう。そればかりか家族であるカスティエルをも殺しかけた。もう自分を抑えておけないと覚悟して死の騎士を呼び出し、自分を殺してもらうことにしたが古代の呪いでもありダークネスを封印する鍵の役割を果たしていた刻印を解き放つわけにはいかないためどこか別の世界に連れていくがその代わりにサムを殺すという条件だったがサムに説得され条件を破って逆に死の騎士を殺した。その後キャスたちが解読した呪われし者を元に古代の魔術によってディーンに刻まれていた「カインの刻印」は解かれていくが、神の姉であるダークネスが解き放たれてしまった。
シーズン11 -- 解き放たれた闇は人間の赤ん坊の姿をして兄弟たちの前に現れる。「アマラ」と名付けられたダークネスは人間の魂を喰らうことで成長していく、ディーンには幾度かアマラを殺すチャンスがあったが刻印としてディーンの一部であったアマラを本心では殺したくないと思っていたため殺害にまで至ることはなかった。最後はアマラにより神が瀕死の状態になった中、アマラの弱点は光だと気づき、大量の魂を自らの体に集めアマラと共に自爆する覚悟でアマラに会いに行く。そして、アマラに「姉弟なのに本当にお互いを憎み合っているはずがない」と説得し、アマラの暴走を止め、世界を救った後アマラから「貴方は私が1番欲しかった物をくれた。だから貴方にも同じものをあげる」という言葉を受け、亡き母・メアリーと再会する。
シーズン12 -- メアリーとの再会で戸惑いと嬉しさがあったが、彼女は記憶が無く、ディーンが話すと記憶が戻り再会を果たす。隠れ家に戻りサムに会おうとしたがカスティエルにサムが誘拐されたことを知り、キャスと共に救出するべく向かったがイギリスの賢人本部が彼を誘拐したことがわかった。無事救出に成功したがサムを誘拐した女は賢人の中でもはみ出し者のようで上司のミックという男に謝罪をされたが中々気を許せないサムとディーンだった。その後神とアマラの決戦によって吹き飛ばされたルシファーが暴れ出したことで渋々タッグを組んだキャスとクラウリーに呼ばれルシファーと戦うがルシファーほどのものをとどめておける器は中々ないようで封印しようとするも器が溶けて逃げられてしまうが、すぐにルシファーが次の器に選んだのがアメリカ合衆国大統領だとわかりクラウリーやロウィーナたちと協力し、兄弟たちの総戦力でルシファーと大統領たちの護衛と相手にした。途中襲撃されたが賢人のエリートであるケッチという人物に救われてルシファーを再び封印できる助けとなるアイテムをもらい無事にキャスとロウィーナの魔術により封印が成功した。だがキャスが天使のラジオや宇宙の衝撃によってルシファーがケリーという女性に子供（ネフィリム）を誕生させたことが判明し、ケリーは産みたいと言い逃げていた中、兄弟たちだけでなく天使までもが出てきて殺そうとするが地獄の王子の1人ダゴンがルシファーに保護しろと命令されてケリーとその子供を守っていて中々倒せずに賢人とともに苦戦していた。そんな中キャスが天界と協力してディーンからこっそり盗んだコルトを使って殺そうとしていたことが判明して彼らを追うが、他の天使はダゴンに挑んだが消滅されていキャスはケリーと一緒にモーテルに逃げたのだがすぐにディーンたちがモーテルに追いついて一旦隠れ家に戻ることになったがケリーとキャスがインパラに待っていたときにケリーが運転してキャスと共に天界に行くことにした。天界の門でジョシュアが待っていたがダゴンに消滅される。キャスがダゴンに挑むが苦戦していたがそんな中ディーンたちがコルトを持って駆けつけて応戦したが、ダゴンにコルトを焼き尽くされた。だがケリーのお腹の中の子供がキャスに力を与えてダゴンを丸焦げにした。その後キャスに眠らされて逃げられてしまった。賢人の仲間になったメアリーが彼らに一種の洗脳を受けて賢人に忠実になってしまったが心に入る治療でディーンが彼女をもとに戻した。賢人たちによって完全に隠れ家に閉じ込められて酸素供給システムまでストップされたがディーンがグレネードによって塞がれたところを吹き飛ばし無事に脱出した。ルシファーが地獄の檻ではなくクラウリーが個人的な恨みを晴らしたくて地獄にとどめたが逃げられてしまったことが判明し、急いでキャスのところに行きそれを伝えたが手遅れですぐにルシファーが来た、その後ネフィリムが生まれると発生してしまう異次元の世界に行き、向こうの世界のボビーに会い天使を殺せる弾丸が入った銃をもらい、ルシファーをそこにおびき出しディーンは撃ちまくったが全く効かなかった。足止めをしてルシファーをその世界に閉じ込める計画の裂け目を閉じる呪文をしていたクラウリーとサムだったが最後に魔術に必要だったのは命でクラウリーはルシファーの前で自分の命を犠牲に自殺して魔術の遂行をした。その後キャスがルシファーに天使の剣で刺して、元の世界に戻るが天使の剣では死ななかったルシファーに心臓を刺されてしまい死んでしまった。その後メアリーが自分を犠牲にしてルシファーを閉じ込めるために戦い、一緒に向こうの世界に閉じ込められてしまった。3人も家族を失ったディーンは悲しみに包まれ、ついにネフィリムが誕生してしまったのだ。
サム・ウィンチェスター（Sam Winchester）
演：ジャレッド・パダレッキ
日本語吹き替え：成宮寛貴（1–2） / 内田夕夜（1–）
出身地：カンザス州ローレンス市
生年月日：1983年5月2日
準主人公。ディーンの4歳年下の弟。横暴的な性格の兄ディーンとは違い真面目で丁寧な性格。ディーンとは対照的に音楽などの趣味は今時のものを好む。
彼もまた父や兄と一緒に闇の勢力を狩っていたが、その生活に疑問を抱き、二年前から「普通」の一人暮らしを始める。恋人のジェシカと出会い、そしてロースクールへの進学も決まっていた。そんなある日、彼の元に兄ディーンが現れる。それっきりという約束で狩りを終えジェシカの元に戻るが、母と同じように彼女を殺されてしまう。
ジェシカと母の敵を討つために普通の生活への憧れを捨て狩りに復帰する。二人を殺した悪魔と遭遇してからは悪魔を倒すことに執念的になる。一見、優男風だが、体格は兄よりも立派で腕っぷしもある。狩りでは情報収集は専ら彼の担当で、ノートパソコンを手放さない。兄とは仲はよいが子供じみたいたずらに悩まされ、たまに子供じみた仕返しをしている。
目的を果たすためならどんな危険をもかえりみず実行に移し、リリスを倒すために悪魔の力に手を染め、その力そのものによる自身の悪魔化というリスクすら気にも留めなかった。悪魔ルビーに従い悪魔の血を飲むことによって悪魔を地獄に送り返せる、または殺せるようになるが、悪魔の血の中毒になってしまう。自身の強すぎる信念こそが最大の危険性と作中で様々な人物から指摘されている。
超能力者（選ばれし者）であり、予知能力がある。また、念動力を使えることもある。その能力が悪魔の計画に端を発したものであり、そのために母と恋人が殺されたことを知りショックを受ける（自身が他のハンターの狩りの対象にされてしまうこともある）。狩りの途中で再会した父が瀕死の重傷を負った兄ディーンを救うため、悪魔と取引をし死亡。そして、ディーンも自分を救うために悪魔と取り引きをして僅か1年の命となってしまい、そのことに苦しむ。
自分を守るために父と母が命どころか魂までも擲ち、唯一の肉親となった兄もまた1度は絶命し失いかけたため、兄ディーンはこれまで以上に重い存在となっている。最初は予知夢の能力1つしか持たなかったが、ルビーの手助けにより複数の能力を得た。ディーンを生き返らせた天使カスティエルによれば、危険な道を進む危機に直面しているらしい。ディーンが復活するまでの4か月も彼が蘇ってからもルビーを信じきれないが、彼女と共に悪魔を狩り続けた。
シーズン4の最終話でリリスに復讐を果たし、殺すことに成功したが、実はリリスこそ66の封印の最後の一つであったために、それとは知らずにルシファーを蘇らせてしまう。つまりディーンが最初そして自分がルシファー復活のための最後の鍵を解く結果となってしまった。自分が魔王ルシファーの器だと知り、自分が犯してきた数々の罪に気づかされ自分を見つめなおさなければならないと考え、別行動をディーンに提案し、去った。ルシファーには悪魔に与えられた超能力およびルシファーの器であることを指摘されそれらが神の定めによる運命、自分が生まれながらに悪魔の子であったと告げられるがこれらを拒絶、自分自身という運命にあらがおうと決意し戦線に復帰する。
戦いの末、ルシファーが自分に憑依したことを逆手に取り、四人の騎士の指輪の力を使って再び地獄の檻への扉を開き、自分もろともルシファーやミカエルと地獄の牢獄に封印される。
実はこの直後悪魔クラウリーと手を組んだカスティエルにより地獄より解放されるが、魂は戻らず、不完全な復活となる。
それから一年たったシーズン6の前半においては、心無き人形と化した肉体が「サム」として地上で活動しているがサム本来の魂は依然として地獄に幽閉されておりカスティエルによればもう精神が崩壊している危険性があった。
シーズン6第11話「Appointment in Samarra」では四騎士の「死」が地獄での記憶シャットアウトできる防壁のようなものを内蔵させたままサムの魂を地獄から解放し、肉体に戻したことにより本来のサムとして復活、ディーンやボビー、カスティエルら仲間たちとの再会を喜び狩りに復帰する。
その後、しばらくは無事に狩りをしていっていたが、カスティエルに自身の計画の邪魔をしないようにと魂の壁を破壊され、時折、地獄での記憶が蘇ることになる。地獄での記憶は彼の精神状態に異常をきたすこともあり、シーズン7ではついに、幻覚の中にルシファーが現れ始めた。その後、精神病院に入院するも、幻覚に苦しめられるも、生き返ったカスティエルに助けられる。リヴァイアサンの首領ディックをディーンとキャスが倒すも2人は消えてしまい1人になってしまう。シーズン8では、狩りを辞め獣医の女性と一年間暮らしていた。だが、煉獄から戻ったディーンともう一度狩りを始めた。そして、石版に書かれていた地獄の門を閉じる試練を行い死にそうになるもディーンに助けられる。
ディーンやジョンには"サミー"とよく呼ばれている（本人はこの呼び名を一番嫌っている）。
サム（シーズン6）
ルシファーが封印された後、カスティエルによって肉体だけ蘇ったサム。記憶や趣向は以前と同じではあるものの魂がないためサム本来としての感情や思考回路が無く本当のサムなら絶対にしないであろう行為を行うなど、ディーンたちには別人格であると認識されている。心が無いため恐怖などの感情が一切無く、どんな状況でも臆せずに感情ではなく理に適い最善と思う行動を取る。そして魂が抜けているため情けなどの人間の感情によるもっとも当然で基本的な行為が分からなくなっており、自身が敵と見なせば容赦ない。このように人間としての一般的な思考が通じず危険でありカスティエルからも「人間と呼べるかどうか疑わしい」とされている。善悪の区別すら知らないがディーンに協力するのはサムならこうするであろうという「記憶」によるものである。当初は本来のサムとしてディーンに近づいたが後にS6-6話で狩りの最中、怪物に指摘され、カスティエルにより魂が無いことが明らかとなる。なお、この時まで本人には魂が無いという自覚は無かった。その後はディーンに監視されながら、昔の自分（魂のある状態）なら魂を取り戻そうとするだろうという推察からサム本来の心を取り戻そうとしていたが、その時点で本物のサムの魂は地獄の最下層でミカエルとルシファーと共にあり、2人に怒りの矛先を向けられて地獄以上の苦痛を受けたサムの魂は崩壊しており今の状態のまま魂を肉体に戻せば肉体は生きたまま精神的に死ぬ（つまり廃人になる）危険性があると知ると魂を戻しても何の得が無いと判断してディーンに協力することを拒否した。さらに、魂が肉体に戻らないまじないを掛けるため、ボビーを殺そうとした。
ディーンからはその言動、性格から「ターミネーター」「ロボコップ」と揶揄されていた。
シーズン6開始以前および序盤ではディーンとは別行動を取ることが多かったため移動には新車の2008年型ダッジ・チャージャーを使用していたが、襲ってきた天使と格闘したカスティエルがその上に墜落したことにより廃車になってしまう。
カスティエル（Castiel）
演：ミーシャ・コリンズ
日本語吹き替え：津田健次郎
天界からやってきた天使。通称キャス。シーズン4より登場。
人間界では、敬虔な信者であるジミー・ノヴァックという人間に憑依して活動している。
「神の命令」でディーンを地獄から引っ張りあげ復活させた。また、サムが魔王の側に堕ちないように阻止するようにとも忠告していた。
登場当初は他の天使同様、人間を何とも思わない面があった。ディーンに対して、地獄へ戻すこともできると脅迫し敬意を表せと言い放ったりする面もあった（概ね、天使は傲慢な性格、対して悪魔は人間臭く描かれている）。
神の命令は絶対と発言しているが、徐々に神や天使の役割に対し疑問をもつようになる。
ディーンに対しては時折本音を漏らすなど、ただの人間以上の思い入れがある。
ウィンチェスター兄弟を思い通りにできなかったため上官の地位を剥奪され、部下だったウリエルと立場が逆転した。
その後ディーンに夢の中で大切な話があると呼びだすが、強制的に天界に連れ戻される。アンナ曰く「酷い目」に遭い元の人間を何とも思わない性格となって戻って来たカスティエルは、ジミーの娘クレアを新たに器にしようとするが、娘には平穏な生活を望んだジミーの懇願を受け入れ再び彼を器とした。
ルシファー復活の直前、ディーンの必死な説得によってザカリアからの命令に反き、チャックにサムの居場所を聞くためにディーンを連れ出す。ディーンをサムの元へ瞬間移動させた直後、大天使ラファエルに抹殺されてしまうが、ルシファー復活の際、神によっていずこかで蘇った。しかしながら、天界から追放された身なので人間の身体を治したり生き返らせたりする能力はなくなり、天使として最低限の力しかもたなくなってしまう。
ウィンチェスター兄弟の肋骨に、ルシファーを含むあらゆる天使から身を隠すことができる天界の刻印を刻んだ。これ以降、彼にとってディーンは同志、サムは大切な友達としてウィンチェスター兄弟の強力な助っ人的存在となり、時としてカスティエルがウィンチェスター兄弟に助けを求めることもあった。
他者に騙され、乗せられやすい性格で後述のように自身の意図ではないものの、リバイアサンをこの世に連れてきたり、天界をひっかきまわした挙句メタトロンの策略に引っかかり、天使たちを地上に落としてしまうなど、番組中最大のトラブル・メーカーといえる。
天界で女性の天使と交際したことがなく（本人曰く、そんな暇がなかったとのこと）人間で言う童貞だったため、ディーンが筆下ろしさせるべくその手の店へ連れて行き、天使にとって地獄の巣窟とも言えるその場では挙動不審になるなど、これまでのイメージからは考えられない滑稽な表情を初め、徐々に人間らしい表情も見られるようになっていく。
シーズン5の最終話では、天界の天使を率いるミカエルを「ケツ野郎」と呼び、ディーンがサムと直接話せるようにミカエルを追い払うが、サムを器としたルシファーに粉々にされた。戦いが終わると、再び神の力により失われていた天使の力を含めて完全復活する。
シーズン6では、ルシファー打倒後のラファエルなどの天使たちの内輪揉めや勢力争いに苦悩し、それを治める力を追い求めるようになる。そして、そのためにクラウリーと密約を交わし、家族同然に思うようになっていたディーンたちを騙し利用するようにまでなり、自分自身を見失っていく。
煉獄への扉を開く儀式直前にクラウリーを裏切り魂を独占しようとするが、怒った彼がラファエルと組み共に乗り込んできたことにより一度は撤退する。しかし、実際は儀式の血を偽物とすり替えており、彼はクラウリーたちが儀式をしている隙に別の場所で儀式を完了させ、煉獄の数百万の魂を手に入れた。その圧倒的な力でラファエルを粉々にし、大天使の剣が効かないことから自らをより優秀な神だと主張した。かなり膨大なパワーを手にしたが、死の騎士と会った際に煉獄の魂の他にも吸収したものがあると言われる。それは、魂よりもかなり古いリヴァイアサンと呼ばれる者たちだった。彼らは、急速な速さでカスティエルの体を蝕み、破滅寸前まで追い込む。そこで、ボビーとディーンの助けを借りて、煉獄の扉を再度開け魂を解放した。しかし、リヴァイアサンはカスティエルの体から抜けておらず彼の意識を乗っ取り、カスティエル自身は彼のトレードマークであるトレンチコートを残し姿を消した。
シーズン7で記憶を失い、別の女性と関係を持って暮らしているのをディーンに見つけられる。その女性の発言から二人は夫婦となっていたらしいが、ディーンと悪魔のメグと行動する中で記憶を取り戻し、サムを救うべく自身の中にルシファーの幻覚を移して病院に残る。その後なぜかルシファーから開放されて正常な状態で兄弟と再会し、ラストにて3人でリヴァイアサンの首領ディックに挑むが、カインの剣の強い衝撃によりディーンと共に煉獄に飛ばされてしまう。
シーズン8では自責の念から共に脱出しようと手を伸ばしたディーンを拒絶し、煉獄にとどまる。奇跡的にこの世に生還したときには様子がおかしくなっており、天使の石版を入手しようとするディーンと奪い合いになって散々彼を痛めつけた。それは天界で彼の上司に当たるナオミが彼に施した影響で、当然彼自身にディーンを傷つけるつもりはなく不可抗力だった。その後、1人で天使の石板を守ろうと人間に紛れて隠れていたのだがナオミの命令で手下が探し出しカスティエルの弱みの1つである人間を虐殺に近い形で傷つけ、罠にハマったカスティエルを捕まえ、ナオミ本人も現れ拷問するが口を割らずに苦闘していた最中クラウリーが現れ手下を天使の剣を溶かして作った銃弾で一人を残し殺した（生き残った1人はクラウリーのスパイだった）。天使の石板はその後クラウリーに奪われ、天使を殺して逃げ出しディーンたちの元に戻る。その後はメタトロンの話に乗り天界の修復を目指すはずがメタトロンの策略に引っかかり恩寵を全て奪われて魔術の道具にされて地上に送られた。
シーズン9 -- 人間になったことに少し戸惑うカスティエルだったがだんだんと慣れてアルバイトなどもするようになったり、人間の食の味覚、排便やシャワー全てが初めての経験だったようだが楽しんでいるようにも見える（人間になり女性経験もした、童貞を卒業した）。だが天使は地上から落下したことで堕天使と同様になってしまい、美しい翼をズタズタに引き裂かれ、失うものもいて、元の天使の時よりも強さも激減していたのだ。何より天使が天界が家なのに追放されたことに全天使の逆鱗に触れ怒りの矛先がカスティエルに向いたことでキャスは追われることになる。その後逃亡生活をしながらFBIの偽バッジで事件を調べるなどハンターのようなこともしていた。そんな中ミリュエルという天使と出会い全天使堕落後の天使の世間話で全ての真実を知ることになる、ナオミが死んだことで天使の派閥が誕生し地上で派閥争いができたのだ。その中のマラカイ率いる軍に捕まりテオというゴツい天使にマラカイとともに拷問されるがマラカイがいなくなった隙をついてキャスがテオの恩寵を奪い自分は天使に戻った。もう一つの派閥であるナオミの最側近であったバーソロミュー率いる軍に連行されるが彼はキャスがラファエルと内戦をしていた時の軍の戦友であった。2人は長く昔話をして話が切り替わりキャスが天使を落下させたのではなく黒幕がメタトロンであることはわかっていた。そのためキャスに協力してくれるように頼むがバーソロミューは長くナオミの仕事をしていたせいで残虐になり、人間と慎ましく暮らし自由を知るという派閥の天使を殺せという条件で仲間になることだったがキャスは頑なに拒否。あきれたバーソロミューは自ら手を下す。その後キャスと戦うが大天使とその幹部をかつて相手にしたキャスの経験値は一般階級の天使を上回っていて力及ばずバーソロミューを倒した。その後自分でメタトロンに対抗する派閥のリーダーになり、シーズン終盤ではメタトロン派とカスティエル派で別れた。ディーンか天使たちかという究極の選択でウィンチェスター兄弟を選び派閥は全員メタトロン派についた。メタフィクションにて人間のために死を選びルシファーに立ち向かった大天使ガブリエル（別名トリックスター）と久しく再開する。自由に自分の道を選んだ他の天使とは異色な2人はやはり意気投合し2人でメタトロン抹殺ツアーと称した計画をするが、ガブリエルは実はメタトロンが作った幻だった。現実世界にガブリエルに戻してもらいメタトロンと再開する。なかなかメタトロンへの怒りが解けない中、彼のプランを聞くのだがどれも拒否。だがそんな中衝撃の事実を知る。自分の恩寵じゃないものを吸収した天使は少し恩寵が残った上でなら回復するほどで終わりなのだが、完全にない状態で吸収すると充電できない電池と同じで燃え尽きて死に絶えるのだ。より強力で充電可能な恩寵を提供する代わりに計画に加担するように頼むが拒否。そこでガドリエルがウィンチェスター兄弟に捕まり交渉の道具として交換され、無事帰還する。シーズン終盤でメタトロンへの天使のラジオの形成逆転にて牢獄に彼を捕らえて無事に天界を取り戻すが恩寵がそこをつきかけていた。
シーズン10 -- キャスは恩寵が尽きかけ風邪のような症状が出始め寝込んでいた。だが天使のハンナが来てまだ地上にとどまっている天使がいるので連れ戻すのに協力を依頼され一緒に行く。だがクタクタなキャスは説得に苦戦し器を修復しようとしても光さえでないレベルだった。クラウリーが現れその天使の恩寵を奪いキャスの吸収させ、キャスは一時的に全快した。ディーンが刻印で最悪の状況になってしまい止めるためにはサムだけの力では力不足なので協力するようにさせる。エピソード17「天国の協力者」でカインの刻印の消し方を探るためにメタトロンを監獄から出す。メタトロンの恩寵を奪い刻印の消し方を聞き出そうとするが、神の領域の呪文のため知らないと言われる。しかし、恩寵がまだ残っているのは本当だと言うため隠し場所に案内させる。隠し場所であった図書館で天使の呪文で反撃され、同じく隠していた悪魔の石版を持ってメタトロンには逃げられるが、隠し場所のヒントを読み解き自身の恩寵を取り戻す（エピソード18 「「呪われし者」の本」）。
ボビー・シンガー（Bobby Singer）
演：ジム・ビーヴァー
日本語吹き替え：谷口節（1–7）→辻親八（8Ep19、11Ep16）→小川真司（10Ep17）
ジョンのハンター仲間。当初は専ら、ハンターたちのサポートやフォローを担当していた。
ジョン亡き後のウィンチェスター兄弟にとって親のような存在で彼らを公私にわたりサポートしてくれる頼もしい味方である。サウスダコタ州のスーフォールズに住んでいる。
皮肉屋だが実際はウィンチェスター兄弟を息子のように思っており、親友のルーファスの前でサムとディーンのことを「my boys」と呼んでみたり、彼らをとても愛している。ウィンチェスター兄弟は父ジョンが狩りに出ている間によくボビーに預けられたようで、幼いディーンとキャッチボールしたり（回想）、ディーンが16歳で万引きで捕まり2か月少年矯正施設に入れられた時はサムを預かったりした。
S1・Ep22で初登場するが、この頃はしばらくジョンと仲違いしており（ジョンを銃で撃ってやると脅していた）、サムとディーンも久方ぶりにボビーに会った様子だったが、再会してからはウィンチェスター兄弟はよくボビーの家に泊まったりするようになる。
幻覚剤を利用した殺人鬼の罠に嵌まり、悪夢の世界に閉じ込められるがディーンたちに救われる。自分を父のように慕っているとディーンに告げられ、以前にも増してウィンチェスター兄弟と共に闘おうと決意を新たにした。
ウィンチェスター兄弟の他にも様々なハンターたちに頼られる存在で、その対応をするため非常に多忙な毎日を送っている。
廃車工場を営んでおり、そこに住んでいる。自宅には怪物などに関する多数の文献を所有し、その情報をウィンチェスター兄弟や他のハンターたちに提供し、ハンターが身分を偽った口裏を合わせるために「FBI本部」など複数の架空の電話回線がひいてある（シーズン７でリヴァイアサンに放火され、全焼した）。
以前はどこにでもいる普通の修理工だった。しかし、ある日妻に悪魔 が憑りつき、そこに駆けつけたルーファスの助けを借りなんとか退治する。だが、結果、妻は死んでしまい、そのことに深い罪悪感を抱き続けるようになる。また、これをきっかけにルーファスの指導のもとハンターになる。
昔はウィンチェスター兄弟のようにルーファスとコンビを組んで狩りをしていたが、彼のミスによりルーファスの大切な人が死んでしまって以来、ギクシャクした微妙な関係が続いていた。しかし、イブの生み出した新たなモンスターに取り憑かれた際に不本意にも自らの手で彼を殺してしまうと、埋葬した土に酒を供えるなどして、悲しみを露わにしていた。
日本語が話せ、日本に伝わる妖怪の本を見せてサムを驚かせた（S4・Ep6）。また、訪日経験もあり、その際オオカミに遭遇した。
口癖は「Idiots（バカどもめ）」（南部なまりなのでイディオットと発音せず、イジットと発音するのが特徴）。
愛犬はマスチフのラムズフェルド。トリ・スペリングのファン。毎週ペディキュアサロンに通っており、担当者の女の子が小柄なのに握力が強く、揉まれるとたまらないらしい。
ディーンが地獄に落ちて以降、その悲しみを酒で紛らわす傍ら、自宅の地下に鉄と塩でコーティングされた悪魔や悪霊が入ってこられないパニックルームを作っていた（S4・Ep2）。
三度蘇ったメグたちに憑依されてディーンを刺し殺そうと襲い掛かるも、心で抵抗する形で自身の身体にルビーのナイフを突き刺して憑依していた悪魔を殺し、それが原因で暫く車椅子を余儀なくされる身体になってしまう（S5・Ep1）が、クラウリーの持ちかけた取引を交わした"追加サービス"で、また歩けるようになる（S5・Ep21）。
ルシファーの器となったサムに殺されてしまうが、完全復活したカスティエルの力で蘇る（S5・Ep22）。
その後も兄弟を情報面を中心にサポートを続けていたが、兄弟と共にリバイアサンの陰謀の調査活動を行った際に、リバイアサンのリーダー、ディック・ローマンに捕えられた。
兄弟の助けでなんとか脱出用の車に乗り込んだものの、走り去ろうとしたその時にリヴァイアサンのリーダー、ディック・ローマンの銃撃を頭に受け、昏睡状態になる。生死の境をさまよいながら、ディック・ローマンのオフィスで発見したリバイアサンの計画をサムとディーンに伝えるため死神の追跡から逃れるため自身の辛い過去と向き合う。一瞬だけ昏睡から目覚め、サムの手のひらにマジックで数字を書き（リバイアサンが研究所を立てる予定の座標の一部だということがのちにわかる）、そして「Idiots（バカどもめ）」との決まり文句を言って微笑み、死亡してしまう（S7・Ep9,10）。
サムたちがボビーの遺物を焼却しなかったことと死神を拒んだことが重なった結果ボビーはゴーストになってしまう。それでも兄弟をサポートしようとし、リバイアサンを霊力で抑えたりするなどの活躍をしたが、ディック・ローマンに対する憎悪が増大することで悪霊となりつつあった。
そして憎しみのあまり正気を一時失い、暴走を止めようとしたサムを殺そうとしてしまう。しかしサムの首を絞めている際に車のミラーに反射した自分の顔を見て正気を取り戻した。
その後兄弟に自分の遺物を焼却するように頼み、ついにこの世から成仏した（S7・Ep19–23）。
成仏後は本来は天国に行くはずだったが、クラウリーによって地獄送りとなってしまい、地獄に囚われていたところを地獄の第二の試練を達成しに来たサムによって救出され、魂を天国に送られた（S8・Ep19）。
天国にいて平穏に暮らしていたが、腕のカインの刻印に苦しめらているディーンを助けたいとするサムに助けを乞われ、天の牢獄に居る神の書記官メタトロンを脱獄させることを手伝う（S10・Ep17）。
ディーンが天国に送られた際、天国のロードハウスに似た建物の脇に座っているボビーと再会を果たす。ディーンとビールを酌み交わし、ディーンがベイビー（インパラ）で天界のドライブに出るのを見送る（S15・Ep20）。
名前は製作総指揮のロバート・シンガーからとられている。
クラウリー（Crowley）
日本語吹き替え：江原正士
演：マーク・A・シェパード
別名「十字路の取引王」と呼ばれる悪魔。シーズン5より登場。
ルシファーなき現在はその後釜に座り「地獄の王」となる。
取引時に現れる赤い目の悪魔の上司的存在の悪魔でリリスの右腕とも呼べる存在だったらしいが作中で二人が揃うことはなかった。シーズン3では例外だったリリスを除いて悪魔と人間による契約、取引および交渉は通常全て彼が請け負っている。悪魔故、嘘をつくことになんとも感じていないが、事、契約に関しては真摯に守っており、契約を反故にして人間の魂を入手していた配下の悪魔に対して激怒して、厳しい制裁を加えている。
小太りの中年男性の姿で、交渉の達人でありまたユーモアな一面もある。狡猾かつ、したたかで、自分の手に負えない事態になると、ウインチェスター兄弟や天敵であるカスティエルまでも利用しようとする。贅沢を好んでおり初登場時は豪華な屋敷に身を置いていた。また酒も一級品以外の物は舌が受け付けないと語り、実際ボビーらに酒を勧められても不機嫌な表情をしていた。通常よりおそらく大きめで強力な地獄の猟犬を、独自に従えている。
人間だったときはファーガス・マクラウド（Fergus McLeod）というスコットランドのしがない仕立て屋だった。しかし、強烈な強欲により地獄に堕ちてしまい、悪魔となった。ギャビンという息子がいたが、死後も憎み合うほど仲は非常に悪かった。
ルシファーが悪魔を下等と見なしているのを知っておりと自らを「反ルシファー派」と名乗る。そのため利害一致の下ディーンたちとは休戦協定および一時的な協力関係を結ぶ。ベラが盗んだコルトを以前よりずっと所持し続けて、初めて遭遇した際には「ルシファーを殺す」という条件でコルトをウィンチェスター兄弟に返却した。
シーズン6では、ルシファーの脅威が消え去ったため、自身が悪魔たちを牛耳るようになり、地獄の改革を行うための新たな力を求め煉獄探しを行い、ディーンたちの敵として暗躍する。
ルシファーを再び封印するためボビーに彼の魂を担保とした取引を持ちかけ、車椅子を余儀なくされた彼の身体を"追加サービス"として治す。しかし、その後、すでにルシファーの脅威が去ったにもかかわらず、担保であった魂の返還を「努力目標」だと取引をうやむやにして彼の魂を所持していた。
煉獄の扉の開け方を模索する一方で、地獄のスタイルを一変させてカスティエルを驚かせることもしていた。
カスティエルと共に煉獄を開けようとしていたが、ディーンらに幾度となく妨害されたために二人に手を出すようになる。怒ったカスティエルに裏切られると、ラファエルと取引し共に儀式を行うが、騙されて魂を吸収したカスティエルに襲われる。逃げ出した彼はカスティエルを恐れ逃亡生活を送ることとなる。
シーズン7ではリヴァイアサンと取引関係を結ぼうと画策するが、リヴァイアサンのボス、ディック・ローマンに蔑まれ、時間があれば悪魔を全て殺すと言われたため、最終的に兄弟の方につき、兄弟に手下の悪魔を近づけないようにしたり、リヴァイアサンを殺すための物資の収集に協力したりするなどローマン打倒に活躍した。
シーズン8ではシーズン7で登場した神の言葉を記したタブレットを預言者ケビン・トランを誘拐して読ませようとするが失敗に終わる。その後ケビンを再び取り返すためにケビンの彼女や母親を殺害したり、ウィンチェスター兄弟が過去に助けた人間を殺して地獄の試練をやめさせようとするなど地獄の王らしい残虐な行いを見せた。だが、兄弟の試練をやめるという罠にはまってしまい、契約書を交わそうと現れたところを悪魔封じの手錠をはめられ動きを封じられてしまい、さらにクラウリーを王と認めぬ地獄の騎士アバドンの反逆を許してしまう。
その後、地獄の試練の最後の試練である「悪魔の浄化」の対象にされ、懺悔をしたサムの血を何度も注射されたが、浄化される寸前にディーンの説得を受けたサムが試練を放棄したため完全に浄化されることはなかった。だが、その影響は残り若干、情に脆くなり、また血液に対する一種の依存症状態になる。しばらくウィンチェスター兄弟の住まう賢人の秘密基地（バンカー）の地下牢に閉じ込められる。
シーズン9では、サムが地獄を閉じる試練を放棄したにもかかわらず危篤になり、ディーンはエゼキエルという天使をサムに憑依させることで救おうとしたが、ガドリールというルシファーを楽園に入れたため天界で数千年投獄されていたガドリールという天使でサムの肉体を盗み預言者ケビン・トランを殺して（メタトロンの策略による）逃げたため、ディーンはクラウリーを頼るしかなくなり、クラウリーはバンカーの牢獄から出され、サムの中にいるガドリールを追い出すためにクラウリーにさらに憑依させ、クラウリーはサムの中からガドリールを追い出すよう促し、そのおかげでサムは自分の肉体を取り戻せた。そこに地獄の政権交代を狙うアバドンが現れたためサムとディーンは逃げ、クラウリーは自由の身になった。
だがその後人間の血の中毒がひどくなり、性行為と人間の血にしか興味がなくなるが、しばらくして血を断ち、アバドンから地獄を取り戻そうと、ディーンに協力を求める。
『First Blade（第一の剣）』と呼ばれるカイン（カインとアベル兄弟のカイン）が持つ剣でのみアバドンを殺せると知ったクラウリーは、ディーンと共にカインの元に訪れ、計略を用いカインの持つ刻印をディーンに移らせた。カインの刻印を持たなければFirst Bladeはただの骨と歯であると知っていたからだった。
ディーンがアバドンを殺すことに成功し、そののち、天使を天界からすべて墜落させた神の書記官メタトロンも殺そうとするが、ディーンはメタトロンに殺され、ディーンは地獄の騎士（悪魔）になってしまうが、それはクラウリーも知らなかった様子であった。
シーズン10、悪魔になったディーンと共に地獄の栄光を取り戻そうと企むが、盾付かれ、手に負えないと悟ったクラウリーは、サムを遠ざけているディーンの居場所をサムに教えるような行動を取ったり、盗んだ恩寵が尽き死にかけているカスティエルを助け恩寵を与えたりし、間接的にディーンが人間に戻る手伝いをした。
そんなとき、魔女ロウィーナが現れ、彼女がクラウリーの母親であることが判明、しばらくロウィーナに振り回される。ロウィーナは天敵のハンターであるウィンチェスターと息子がつるむことが気に食わないので様々な妨害をしてくるが、クラウリーはウィンチェスター兄弟のことは自分が決める、あれでいい、とした。
人間に戻ったもののカインの刻印を持つディーンがまた暴走し始めたためサムが刻印を消すために奔走しており、クラウリーは最終的にロウィーナが刻印を消す魔術を使うための材料を集めることに協力したが、ロウィーナが唯一愛している人間を殺さなくては呪文は成立しないことを知っていて、ロウィーナを苦しめるためにわざと協力した様子であった。
シーズン11では、カインの刻印をディーンの腕から消したことで、神の姉ダークネス（アマラ）が解き放たれた。アマラが赤ん坊になって登場したことで、ウィンチェスターから彼女を奪った。自分のため、地獄の栄光を取り戻し王座を確立するためにその強大な存在を使おうと思ったためだ。だがアマラは魂を喰らう存在で、魂を喰らいどんどん成長するためクラウリーの手に余った。アマラを殺そうとして来たディーンが、刻印の影響でアマラと繋がっているために、今日こそ殺す、とディーンに言ったクラウリーは、アマラにひどく懲らしめられる。
ダークネスが解き放たれたときからサムは地獄の檻のビジョンに苦しんでおり、自分が檻に戻ること、檻の中にいるルシファーと話すことを神が望んでいると思い、クラウリーとロウィーナと共にルシファーに会うが、そのせいで後に現れたカスティエルにルシファーが憑依したことで、ルシファーをも解き放ってしまい、クラウリーは絶体絶命の危機に陥る。『神の手』という武器でルシファーに攻撃するが、他の悪魔に邪魔され直撃せず、命からがら逃げる。そして他に『神の手』を見つけ、ウィンチェスター兄弟にルシファーをカスティエルの器から引き離し、地獄の檻に戻すなら協力する、と話を持ちかける。ルシファーは檻に戻せなかったが、アマラがルシファーを連れ去ったため、クラウリーは逃げおおせる。
ルシファーが居なくなった隙を見計らって地獄と悪魔たちの信頼を取り戻そうとするが、悪魔らはどうせダークネスがすべて破壊するのに、と取り合わず、くさっていたが、そこへ神（チャック）からの使いでウィンチェスターが現れ、ダークネスに対抗する軍団として、戦士として戦うことにし、攻撃は十分でなかったものの、ダークネスと神が和解したことで勝利をおさめる。
シーズン12、神が去ったことでルシファーがひねくれて暴走し、色んな器を求めてさまよっているため、クラウリーはカスティエルと協力して、FBIのフリなどをしながらルシファーを探す。ロックスターのビンス・ビンセンテにルシファーが憑依し、戦った際にはクラウリーはボコボコにされた。その後、いくつかの器を経由したあと大統領にルシファーが憑依した際にはその情報をウィンチェスター兄弟に教え、大統領の器からルシファーを引き離すことに協力したが、犬として扱われ辱められた自身の恨みを晴らすため、地獄の檻に送るはずだった呪文を書き換え、自分の手元にある器に憑依させた。うまくいったと思いきや、結局ルシファーはクラウリーには支配できず、殺される直前にネズミに乗り移って危機一髪難を逃れた。
ルシファーが大統領に憑依していた折に大統領の恋人ケリー・クラインが妊娠し、ネフィリム（半分人間・半分天使）が生まれることになり、そのパワーで異空間と繋がる裂け目が生じ、ロウィーナが死んでいたためルシファーは檻に戻せないと踏んだクラウリーは、その裂け目の向こうにある終末世界にルシファーを閉じ込め辱められた恨みを晴らすため、クラウリーは魔術を使う計画を実行した。最後に必要な材料は命だったため、クラウリーは命を擲った。
いつもウィンチェスター兄弟と会うと「Hello, Boys」と必ず言っていたクラウリーが、「Bye, Boys」と言って命を絶った瞬間だった。

## ウィンチェスター一家
ジョン・ウィンチェスター（John Winchester）
演：ジェフリー・ディーン・モーガン（青年期: Matt Cohen）
日本語吹き替え：土師孝也
没年齢52歳。サムとディーンの父親。メアリーと結婚するまでは普通の民間人であったが、メアリーの死に疑問を持ちハンターの道に進んだ。メアリーの死因にいち早く気付いた人物でもある。黄色い目の悪魔についてメアリーから聞いていたかは定かでない。元海兵隊に所属していたという経験があるため、武器の扱いや体術には長けている。その知識を息子たちにも伝授してきた。
シーズン1 -- サムがロースクールへの進学が決まる直前に失踪してしまう。シカゴで悪魔の罠にかかった息子たちを救うために現れたが、すぐに別行動をとる。後に狩り仲間が殺された事件をきっかけに再会した。しかし、妻の仇の黄色い目の悪魔に取引を持ちかけ、旅の途中で瀕死になったディーンを救うことと引き換えに自分の命と武器のコルトを差し出し、死亡した。その後、地獄へ堕ちてディーンと同じようにアラステアの拷問を受けるが、10か月間（地獄の時間の流れでは100年間）耐え続けた。
実は狩りの最中に出会った女性との間にアダムという息子をもうけていたが、ディーンたちに辛い人生を歩ませてしまった自覚があったため、ハンターの仕事を隠し母子家庭ながら普通の幸せを願っていた。ところが、ジョンに逆恨みの怨恨を抱く人喰い鬼に母共々喰い殺されてしまった。
メアリー・ウィンチェスター（Mary Winchester）
演：Samantha Smith（サマンサ・スミス）
演：（若い頃）Amy Gumenick（エイミー・ガメニック）
日本語吹き替え ：安藤麻吹
没年齢29歳。ジョンの妻であり、サムとディーンの母親。実は両親がハンターで、体術や武器の扱いができる。過去に黄色い目の悪魔に接触していて、両親ばかりか交際していたジョンを殺されてしまい、ジョンを生き返らせるために取引をしてしまった。そのことと黄色い目の悪魔が生まれてから間もないサムに血を飲ませているところを邪魔したことから、天井に磔にされて焼き殺されてしまう。シーズン1エピソード9「帰宅」で、かつての我が家の新しい住人となった親子を救うために戻ってきた息子たちを守るため、炎を発し相討ちとなってまでもポルターガイストを倒した。アッシュによればジョンもメアリーも天国のどこでも見つかっていないため、それ以降の消息は不明。
シーズン11ラストでアマラからディーンへの感謝の印として復活させられる。しかし、再会した息子たちが大人になっていたことと夫のジョンが生存していないことが辛いせいもあって、息子たちの前から去ってしまう。
ヘンリー・ウィンチェスター（Henry Winchester）
演：Gil McKinney
日本語吹き替え ：川島得愛
没年齢不明。ジョンの父親であり、サムとディーンの父方の祖父。賢人という超常現象を研究する組織のメンバーの一員であった。
ジョンを寝かせた後、組織の最後の儀式に参加するために拠点へと向かったが、そこで儀式を妨害しに来た悪魔アバドンによって虐殺が起こってしまう。組織の一人からアバドンから守るようにケースを渡されたが、執拗に追いかけてくる悪魔にやむをえずタイムスリップを行った結果、サムとディーンがいる現代についてしまった。
ウィンチェスター一家は代々賢人のメンバーであり、本来はサムやディーンのように「武」で超常現象に挑むのではなく、「文」で立ち向かおうとする家系であった（一方、キャンベル一家は代々ハンターの家系であり、天が二人を組み合わせたのはこの理由ではないかと兄弟から推察されている）。
そのため、ハンターのことを知識が無い野蛮者と思っていたようで、ジョンや孫たちがハンターだと分かると大きく嘆いた。一方、子供時代に父から捨てられて辛い過去を送ったとジョンがディーンたちに話していたため、ヘンリーがジョンの父親だと分かったディーンからは、父を辛い目に合わせた酷い親と激しい怒りを向けられた。
ヘンリーのミスからアバドンも現代にタイムスリップしてしまい、兄弟たちは執拗に追いかけられることになる。アバドンの狙いはケースであり、ケースを永久に隠す方法を探すためサムが調査に乗り出すが、罠にはまってアバドンに捕らわれてしまう。
サムが捕まったと知ると、ヘンリーとディーンは協力してサム救出に乗り出す。サムとケースを交換する際、ヘンリーは腹を刺されるが、悪魔封じの銃弾を撃ち込みアバドンの動きを抑える。
自分の死期が近いことを悟り、ディーンたちにケースを渡し役立てるように言い残し息を引き取った。

## キャンベル一家
サミュエル・キャンベル（Samuel Campbell）
演：ミッチ・ピレッジ
日本語吹き替え　池田勝
メアリーの父であり、ウィンチェスター兄弟の祖父であるハンター。サムの名前の由来となった人物。
家族以外はハンターであっても信用しない性格。
一人娘のメアリーを愛し、彼女にも家業のハンターを継がせるつもりでいたが、それが彼女にとって重荷となっていたことには気づいていなかった。
アザゼルに憑依されてしまい、殺されてしまう。
シーズン6でクラウリーによって生還を果たす。
復活したのち表面上では祖父として孫であるサムとディーンと共に戦うが裏では自分の家族を取り戻したいと願い、そのために悪魔クラウリーと協力関係を結んでいた。サムとディーンのことも利用していてシーズン6第10話「Caged Heat」では血は繋がっているが他人同然だと自分の本音を吐き意見の違いから孫の二人とは決別する。しかし、グウェンと二人でイヴの創り出した怪物を追う途中、サムたちと再会する。イブの生み出した新たな怪物の前に共闘することとなるが、その怪物に取り憑かれサムを襲ったため、彼に撃ち殺されてしまう。
死後のブランクのせいか、90歳近い高齢のせいか、コンピューターなどの情報機器関連は苦手でGPSも理解できないほどである。
ディアンナ・キャンベル（Deanna Campbell）
演：アリソン・ホザック
メアリーの母であり、ウィンチェスター兄弟の祖母であるハンター。ディーンの名前の由来となった人物。
サミュエルと違い、ハンターであると確認ができれば家族以外でも信用する性格。
アザゼルに憑依されたサミュエルに殺されてしまう。
クリスチャン・キャンベル
メアリーのはとこの子でハンター。
実はかなり前からクラウリーによって悪魔に憑依されていた。
アイリーンという妻がいるが子供はいない。
グウェン・キャンベル
メアリーのはとこの子で同じくハンター。
女性。
サミュエル率いる一家の中では比較的ディーンに対して好意的であったが、イブの生み出した新たな怪物に取り憑かれた彼によって撃ち殺されてしまう。
マーク・キャンベル
メアリーのはとこの孫で同じくハンター。
無口。
赤ん坊を取り返すためアジトを急襲したシェイプシフターのアルファに首の骨を折られ死亡。

## ハンター
各地で人に害なす超常現象を解決している者たちで、彼らは自らの仕事を「狩り」と呼んでいる。彼らは少数で行動するが、豊富な知識と高い戦闘能力を駆使し邪悪な存在と対決し続けている。また、ボビーやエレンのように放浪せずにハンターたちの拠点となって彼らをサポートする者もいる。
ガース・フィッツジェラルドIV世（Garth Fitzgerald IV）
演：DJクオールズ
日本語吹き替え：川田紳司
ハンターの一人。
マイペースで掴みどころがなくのルールを持っていて、一緒にいると疲れたりイライラさせられるが、ディーン曰く、「だんだん好きになってくる」と友好的な評価をしており、サムも同意している。
ボビーの亡き後、彼の後釜としてハンターたちのサポートをしている。これには当初、「ボビーの代わりはいない」とディーンは怒りを顕にしていたが、「ボビーは君たちだけのものじゃない！」「自分やほかのハンターにも必要な存在だった」「つらくても誰かがボビーの後を継がなきゃいけない」と彼の強い意志を受け、彼を認めた。
少し間が抜けているところもあるが、意外に鋭い一面もある。シーズン8にて、人狼である女性と出遭った経緯から自身も人ならぬ人狼と化していたが理性だけはちゃんと残っており、人を傷つけるようなことはなかった。前文の人狼の女性と結婚して夫婦となっており、彼に噛み付いて仲間に加えた彼女もその家族も根は善良な良心的な人狼だった。ただ一人だけ例外で、人間を平気で傷つける人狼もいたが、こちらは当然ウィンチェスター兄弟に退治された。
ミズーリ・モズリー（Missouri Moseley）
演：ロレッタ・デヴァイン
占い師の女性。気を感じ取れる。シーズン1エピソード9で、ジョンにメアリーを殺したのが邪悪なものだと教えた、とウィンチェスター兄弟に伝える。
凄まじい超能力が開花し始めたサムに驚かされるが、彼女の家に潜んでいるジョンに気づかなかったことに首を傾げる。また息子たちに会おうとしないジョンの真意もわからず、なぜなのかと問いただす。
ジェファーソン（Jefferson）
ジョンの狩り仲間。
ジョシュア（Joshua）
ジョンの狩り仲間。サムにロイ・ル・グランジの家を教えた。
ダニエル・エルキンス（Daniel Elkins）
ジョンの狩り仲間。ジョンに狩りのことを教えた。コルトを手に入れるが吸血鬼に奪われ、殺される。
ジム・マーフィー（Jim Murphy）
ジョンの狩り仲間。牧師。ジョンに狩りのことを教え、幼い時のウィンチェスター兄弟を預かることもあった。メグに殺される。
ケレブ（Caleb）
ジョンの狩り仲間。細身の男性。ジョンにジムの訃報を伝える。メグに殺される。
エレン・ハーベル（Ellen Harvelle）
演：サマンサ・フェリス
日本語吹き替え：塩田朋子
シーズン2より登場。
ハンターたちが集まるバーを経営している女性。ウィンチェスター兄弟に色々なアドバイスを与えてくれる。シーズン2のエピソード6「壁の中の殺人鬼」で、夫の死にジョンが関わっていたことが明らかになる。娘が悪霊との戦いで自ら望んだとはいえ囮となったため、ジョンに対する蟠りをディーンたちに向けてしまったことも。
悪魔を憎む心はウィンチェスター兄弟と同様であり、地獄の門が開いた時、彼らと共に、これ以上の悪魔や悪霊の侵入を防ぐために扉を閉じた。
シーズン5にて、ディーンとサムを行かせるべく、仕掛けた罠に地獄の猟犬を誘い込み、深手をおった愛娘のジョーと共に爆死。壮絶な最期を遂げる。
シーズン6で、バルサザールによって歴史を改変された時間軸では、生存しており、ボビーの妻になっている。
ジョー（ジョアンナ・ベス）・ハーベル（Joanna Beth “Jo” Harvelle）
演：アロナ・タル
日本語吹き替え：魏涼子
シーズン2より登場。
エレンの娘。父親はハンターであった。そのため、彼女も一人前のハンターになることを望んでいる。しかし、父がジョンのミスで死んだという、母親の一方的な感情による恨み事を真に受けてディーンに当たったことも。
シーズン5にて、蘇った地獄の騎士（戦争）によってルーファスと一緒に惑わされてしまい、一時的にウィンチェスター兄弟やエレンを悪魔と勘違いし襲い掛かったことも。
地獄の猟犬に脇腹を切り裂かれ深手をおってしまい、ディーンとサムを行かせるべく、彼女自身が自ら囮となって爆発で猟犬たちを吹き飛ばす作戦を発案する。母として娘一人を残していけるはずがなく残ったエレンと共に、猟犬たちを道連れにする形で爆死。壮絶な最期を遂げた。
当初からディーンに対して好意を持っていたが、当のディーンには妹のようにしか思ってもらえていなかった。しかし、シーズン5で囮となり、死に瀕した際、ディーンと最初で最後の別れのキスを交わす。
アッシュ（Ash）
演：チャド・リンドバーグ
日本語吹き替え：村治学
シーズン2に登場。
兄弟の悪魔探しを手伝う。エレンのバーに入り浸っている。天才だが小心者。シーズン2エピソード21で黄色い目の悪魔の計画の手がかりを掴み、ディーンを呼ぼうとするが、彼が到着する前にハンターたちと共に悪魔に焼き殺されてしまう。
シーズン5にて、天国でディーンとサムを捕まえようとするザカリアから助ける形で再会する。
ゴードン・ウォーカー（Gordon Walker）
演：スターリング・K・ブラウン
日本語吹き替え：江川央生
シーズン2より登場。
ヴァンパイアを冷酷無慈悲に狩り立てる一匹狼のハンター。自尊心が強く、自分の考えは絶対に正しいと思っている。当初はディーンと意気投合する。人間の吸血を避け、代わりに牛の血を啜るレノーラたちを狩ろうとして、そのひとりを尋問中にウィンチェスター兄弟に制止されたことから決裂。投獄されるなどしながらもディーンたちを狙うようになる。人間の概念から少しでも外れた者は獲物と見なし、吸血鬼と化した自分の妹ですら手にかけた。
シーズン3にて吸血鬼になってしまう。それでも執拗にサムを殺害しようとするが、サムに首をワイヤーで切られて死亡した。
アイザック（Isaac）
演：ピーター・メーコン
ボビーの知り合いのハンターで、タマラの夫。
昔、家に押し入ってきた悪魔に娘を殺されたことが切っ掛けで、夫婦でハンターとなった。
共同作業が苦手と言って最初は嘯いたが、結果的にデビルズゲートを開いてしまったウィンチェスター兄弟たちを疎ましく思っている本音を語り、一緒に組んで狩りをすることを拒んだ。
七つの大罪の悪魔たちのアジトに夫婦で乗り込んだものの、多勢に無勢で悪魔たちの手中に落ちてしまい、悪魔に妻のタマラを人質にとられた状態で「暴食」を司る悪魔の手にかかり配水管洗浄液を飲み干し死亡する。
その後、ディーンたちに生け捕りにされた「嫉妬」の悪魔を助け出すために、悪魔に憑依され亡骸を囮に使われるも、タマラによってパル・サンドで浄化され火葬された。
タマラ（Tamara）
演：キャロライン・チケジー
ボビーの知り合いのハンターで、アイザックの妻。
昔、家に押し入ってきた悪魔に娘を殺されたことが切っ掛けで、夫婦でハンターとなった。
夫婦だけで七つの大罪の悪魔たちのアジトに乗り込むも、多勢に無勢でアイザックを殺されてしまうが、ウィンチェスター兄弟やボビーたちに助けられた。
その後、ディーンたちと共に協力して、全ての悪魔たちを退治してアイザックの敵を討ち、お互いの武運を祈って独り立ち去った。
ルーファス・ターナー（Rufus Turner）
演：スティーヴン・ウィリアムズ
バーモント州に住むボビーのハンター仲間で、現在は引退した元ハンター。
エレンとも顔見知りの模様。
気難しい性格だがかなりの情報通でもあり、ディーンにベラの正体を教える。
エピソード5で、蘇った地獄の騎士（戦争）によって、ジョーと一緒に惑わされてしまう。
ボビーとは昔からの腐れ縁だが、過去のボビーのミスによって彼の大切な人が死んでしまって以来、ギクシャクした微妙な関係になっている。
イヴが煉獄から出た後に生み出された新たな怪物に乗っ取られたボビーに刺され、ハンターとしての一生を終えた。
パメラ・バーンズ（Pamela Barnes）
演：トレイシー・ディンウィディ
日本語吹き替え：五十嵐麗
シーズン4より登場。霊媒師。ボビーとは旧知の仲でディーンが蘇った謎を探るため、彼を蘇らせた何者かに呼びかける。名前を知ってさらに"見るな"というカスティエルの警告を無視して彼の姿を見ようとし、両目が溶けて失明してしまった。失明はしたものの霊媒師としては健在であり、ディーンたちの心強い助けとなる。しかし、死神が姿を消す事件を解決すべく一時的に幽体離脱したディーンたちの体を守ろうとして悪魔に襲われ、絶命した。サムに警告を告げて彼女は逝った。
シーズン5にて、天国でアッシュと共にウィンチェスター兄弟と再会する。
クレア・ノバック（Claire Novak）
演：キャスリン・ニュートン
日本語吹き替え：日高里菜
シーズン4より登場。キャスの憑依しているジミー・ノバックの娘。当時10歳で、一度キャスに憑依されて器化されかかったが、娘を巻き込むなというジミーの懇願で阻止された。
突然父が失踪し、それを探しに行った母・アメリアも続けて消息を絶って祖母に面倒見てもらっていたが他界し、シーズン10で再登場した時は保護施設に預けられていた。しかし、心がすさんでしまい、脱走して質の悪い男につかまって強盗を繰り返していた。父の死の原因であるキャスとウィンチェスター兄弟を憎んでいたが、サムと母の行方を探るうち徐々に心を開いていく。しかし、母を捕えていたジンの攻撃から自分を庇って母は息絶え、ディーンの計らいでジョディー保安官に身を寄せるとこととなる。ディーンにハンターになりたがっているのを見抜かれており、別れの間際、しっかりハンティングの勉強するようにと分厚い資料本を渡される。
シーズン12で人狼にされるがディーンたちの救命処置で浄化され、元の人間に戻る。

## 悪魔
アザゼル（Azazel）
演：フレドリック・レーン
日本語吹き替え：内田直哉
ウィンチェスター一家にとって因縁の黄色い目の悪魔。
ルシファーを蘇らせる企みを持ち、そのルシファーから"器となる存在の子供"を探すよう命令されて復活の計画を練り、以降、率先して動いては準備を着々と進めてきた。
悪魔の世界にも取引をするのにいろいろと手続きが必要らしく、人間の子供に悪魔の血を飲ませる許可を得るべく、何かしら困った人間に接触して（詳細を語ることなく）その人間の願いを叶えては、水面下で暗躍していた。
カンザス州ローレンスで計画を進めていた際、サミュエル一家と未来から来ていたディーンと接触。その中で若かりしメアリーに目をつけ、彼女が取引に応じるようにサミュエル夫婦と若かりし頃のジョンを殺して、そのジョンを蘇らせることで取引を交わさせた。
取引を交わしたことで、サムの生後6か月目に悪魔の血を飲まそうとウィンチェスター家に忍び現れるが、妙な空気に気づいきその場に現れてしまったメアリーを殺し、その後もサムを常に監視し続け、成長したサムの恋人であるジェシカも殺した。
かなり位の高い悪魔のようで聖水が効かず、また、サムがコルトで退治しようとした際も、撃った瞬間に消えてかわしたりと、スキがなく手強い。
メグとトムによって拉致したジョンを利用することで巧妙な罠を張り、ジョンとウィンチェスター兄弟を自動車事故で追い込んだ。その際、ディーンのみ助かる見込みがないことにより、呼び出してきたジョンにコルトと引き換えにディーンの命を救う取引を依頼されるが、見返りにコルトだけでなくジョンの命も含める形にし、ジョンも殺してしまう。
だが、シーズン2で地獄から出てきた幽体のジョンに邪魔をされ、そのスキをつかれディーンにコルトで撃たれ退治される。
しかし、退治された以後も、兄弟の幻覚などとしてシリーズを通して登場する。
シーズン13にて地獄の王子というアトランティスが沈む前にルシファーが自ら大天使にちなんで4人創ったリリスの続く純血の最初の悪魔たちの1人ということが判明。
メグ・マスターズ（Meg Masters）
演：ニッキー・エイコックス（シーズン1、4）、レイチェル・マイナー（シーズン5 - 7）
日本語吹き替え：松谷彼哉（シーズン1、4）
アザゼルの娘である黒い目の悪魔。
本来はその悪魔に憑依された女性の名前だが、シーズン1のラストで兄弟により中の悪魔は地獄へ戻されるも、度重なる体への負担により本人は死亡。シーズン4の冒頭でリリスに操られ、自分を救ってくれなかったとディーンを襲った。
彼女本人が死んで以降も兄弟たちはこの悪魔のことを「メグ」と呼んでいる。
シーズン2でサムに憑依し操るも、ディーンとボビーに再び追い出される。
シーズン5にて、別の女性の身体に憑依してディーンたちにしつこく襲い掛かる。
シーズン6にも引き続き登場。自身が心酔していたルシファーを封印したサムとディーンに協力し、地獄の王の座にまんまと就いたクラウリーを狙う。
トム（Tom）
演：セバスチャン・スペンス
日本語吹き替え：三木眞一郎
アザゼルの息子である黒い目の悪魔に憑かれた男性。
シーズン1のラストで、ディーンにコルトで撃ち抜かれ退治される。
赤い目の悪魔
演：クリスティ・ラング（S2・Ep8）、ジャネット・スーザ（S2・Ep8）、オナ・グローアー（S2・Ep22）、サンドラ・マッコイ（S3・Ep5）、ローン・カーティス（S3・Ep15）、ドリューネルソン（S4・Ep9）
十字路の中心に必要な材料を箱や袋に詰めて埋めることで姿を現し、呼び出した人間の魂と引き換えに、その者のの願いを叶える悪魔。
他の悪魔と違い、人間に対して一方的に危害を加えるようなことはしない模様。
契約はキスで交わされ、その後に願いは叶うものの、10年後に地獄の猟犬が現れては命を奪われ地獄に落ちる仕組み（一度、契約を交わしたら帳消しにすることは絶対にできない）
なお、契約は間接的に請け負うこともできるようで、ジョンの願いを聞き入れたアザゼルが、この赤い目の悪魔に代行させてディーンを蘇らせたりもした。
ベラも過去に契約を交わしていた（帳消しにしてほしい彼女の願いを聞き入れる代わりに、ウィンチェスター兄弟の命とコルトを奪うよう命令したのは、赤い目の悪魔ではなく、クラウリー）。
通常の人間との契約における管轄のボスはクラウリーだが、ディーンにおいては、ルシファー復活に欠かせない66の封印の一つである第一の封印に関わっていたことにより、リリスが管理していた（そのため、地獄に落ちた"ディーンを生き返らせる"という願いと契約を交わそうとする悪魔はいなかった）。
七つの大罪の悪魔
- （Envy）演：ジョシュ・ドーハーティ
- （Sloth）演：C・エルンスト・ハース
- （Gluttony）演：マイケル・ロジャース
- （Lust）演：カティア・ヴァーシラス
- （Pride）演：ベン・コットン: 日本語吹き替え：大塚芳忠
- （Wrath）演：ガーディナー・ミラー
- （Greed）演：ティアラ・ソレンソン

1589年、ビンスフェルトが人間に司る悪癖として七つ（傲慢、嫉妬、憤怒、怠惰、強欲、暴食、色欲）に分類した、中世の時代に猛威を振るっていた黒い目の悪魔たち。
デビルズゲートが開いたことにより、この世に500年ぶりに復活した。
聖水やパル・サンドに悪魔封じ、そして、突如現れたルビーの加勢もあって、ウィンチェスター兄弟を初めとするハンターたちによって全て退治された。
ルビー（Ruby）
演：ケイティ・キャシディ（シーズン3）、ジュヌヴィエーヴ・コルテーゼ（シーズン4）
日本語吹き替え：樋口あかり（シーズン3）、小林美佐（シーズン4）
シーズン3より登場。
黒い目の悪魔。ペストが大流行していた時代にリリスを支持する悪魔の下僕たる魔女（人間）として生きていたが、死後、地獄へ落ちて悪魔となった。
可愛いのが特徴。まだ人間であったことを覚えていると言い、悪魔ながらも兄弟の手助けをするが、リリスによってどこかに飛ばされてしまう。一時的に悪魔の本当の顔を見ることができるようになったディーンは彼女の顔を「とても見られたものじゃない」「リリスと同じくらい醜くて見分けが付かない」と評している。
シーズン4ではクリスティという新たな肉体を得て、サムと共に狩りを繰り返している。リリスに従った振りをして現世に舞い戻った当初はどこかの秘書に憑依していたが、その女性の人生を滅茶苦茶にするなとサムに反対されたため、脳死で死ぬところだった女性に憑依し直して診断書まで持参しサムに狩りを持ち掛けた。シーズン4のラストで実はルシファー復活を目論んでいたことが判明（味方はリリスだけであったと本人は述べている）。サムに自身の悪魔の血を飲ませることで超能力を発揮させ、最終目標であるリリスを殺させたことでその目的を果たしたが、兄弟に殺される。
リリス（Lilith）
演：レイチェル・パティー（S3・Ep12）、シエラ・マコーミック（S3・Ep16、S4・Ep6）、キャサリン・ボシェール（S4・Ep18、22）
日本語吹き替え：大谷育江
サムに代わって悪魔の軍団を率いるため、新たなリーダーとして名乗りをあげた白い目の悪魔。そのため、サムを殺そうとする。ディーンやベラの契約を管理していると言われている。シーズン3のラストでルビーを仮の肉体から追放し自分が憑依、ディーンをヘルハウンドに殺させ続いてサムを狙うが、なぜか力が通用せず反撃しようとしたサムを恐れて逃走する。シーズン4では神が現世に施した"66の封印"を破って魔王ルシファーを復活させるため、ディーンたちが救えなかった人間の魂を操るなど暗躍する。ルシファーが悪魔に堕落させた最初の人間であり、彼女の死こそがルシファー解放のための最後の封印だった。
サーウィン（Samhain）
演：ドン・マクマナス
ルシファー復活に関わる66の封印の一つの悪魔で、ハロウィンの起源となった白い目の悪魔。
この世と霊界を繋げる門が開く10月31日に、サーウィンに見つからないよう仮面をつけキャンディーを置き宥めては、パンプキンに顔を彫り崇拝の証をたてていたケルト人の儀式が本来のハロウィンであったが、サーウィンが大昔に悪魔祓いされて地獄に堕ちたことによって、風習のみが残り今日のハロウィン（仮装をして各家にお菓子をもらいに行く祭り）となったのだった。
600年に1度、3日間に3人の生贄を捧げ、その3人目を収穫日（ハロウィンの当日）に捧げることによって呼び出せる（復活させられる）。
相当な魔力を持つ悪魔で、悪霊や鬼、ゾンビなどを自在に召喚できると伝えられており、実際に墓場に眠る亡骸をゾンビや悪霊として蘇らせ、ハロウィンを楽しむ人々に襲わせた。
サムの悪魔の力による念力（悪魔封じ）で退治され、また地獄へと戻された。
アラステア（Alastair）
演：マーク・ロルストン（S4・Ep9、10）、アンドリュー・ホィーラー（S4・Ep9）、クリストファー・ハイアーダール（S4・Ep9、10）
日本語吹き替え：宮本充
地獄での拷問のエキスパートであり、第一の封印を解くためにディーンを何度も拷問する側に誘った白い目の悪魔。
神の声を聴く力を持つというアンナを狙って小児科医に憑依したり、66の封印の一つを解くために必要な死神を狩るために霊園の管理員に憑依したりと、様々な顔でウィンチェスター兄弟の前に現れた。
一旦は捕らえられるが神を裏切ったウリエルにより解放され、ディーンやカスティエルを襲い瀕死寸前まで追い詰めるが、悪魔の力を十分に補充したサムによって退治された。
アバドン（Abaddon）
演：アライナ・ハフマン
地獄の騎士団のリーダー。
ジョシーに憑依し、ヘンリーを追って現代へ。その後、クラウリーと地獄の王の座を巡って争い、元始の剣を得たディーンによって殺される。
カイン（Cain）
演：ティモシー・オマンソン
人類で最初に殺人を犯した者。弟のアベルを殺した後、悪魔になった。
ディーンに刻印を譲る。
ラミエル（Ramiel）
アザゼルのおそらく次に誕生した第2王子。地獄の王子の1人で、残りの2人とともにカインと同じように隠居生活をしていた。釣りが趣味の模様。隠居後は大人しそうな老人だが、隠居前は創世記の天界と地獄の戦いにおいて最高司令官をしており全悪魔を率いた策略家でもあったとカスティエルとクラウリーの口から伝えられる。大天使ミカエルが使用していたはずのミカエルの槍を愛用しており、クラウリーが時系列だとシーズン6頃に尋ねて渡したそうだ。彼のもう一つの最重要なアイテムとともに。ウィンチェスター兄弟との戦いでサムにその槍で殺される。アザゼルたちとは兄弟なので黄色い目をしている。カインと同様であまり友好的なほうでもないが天界や地獄、何もかもどうでもいいなどの発言をするように静かに孤独に暮らしたい模様。
ダゴン（Dagon）
ラミエルの次に誕生した第3王子。王子という肩書きだが女性の模様。ラミエルからも妹と発言されている。ケリーに近づきルシファーの子供を守っていたが実際はルシファーと繋がっていただだけでルシファーとともに家族になり子供を育てるという計画のもとケリーを擁護していたがウィンチェスター兄弟と天界の天使の部隊と激突する。だがダゴンのパワーは圧倒的に上回り天使は大天使の技と同様のもので消滅して、ディーンたちも苦戦する中、天界の門前の公園でカスティエルと戦うことになる。一時はカスティエルを簡単に上回ったがルシファーの子の力でパワーが戻ったカスティエルの力で消滅させられる。
アスモデウス（Asmodeus）
クラウリー亡き後に地獄の王に君臨した最後の地獄の王子。他の兄弟とは違い隠居生活はしていたものの計画的な策略があるようで、遠い昔の恨みを晴らそうとルシファーに復讐を目論んでいる。アスモデウスは地獄の王子と呼ばれる悪魔の四兄弟の中で最下位で弱く他の兄弟を上回るパワーを得るために自身がロキから取引して拷問して長らく自身が幽閉していた大天使ガブリエルを利用した。大天使は神や死の騎士、アマラと同様に原始創造物でその力はどの大天使も膨大なため力の源である恩寵を少しずつ吸収してパワーを得ていたが、部下だったケッチが裏切りガブリエルをウィンチェスター兄弟に引き渡し、自身が他の悪魔の部下とディーンたちの基地に乗り込みガブリエルをまた捕まえるが、その前にある程度全快できる分の恩寵を吸収されたため連れて行かれる既のところでガブリエルの覚醒（翼を広げる）によりアスモデウスはガブリエルによって燃やされて消滅した。

## 黙示録の四騎士
最終戦争を始めるためにルシファーが儀式で呼び出した四体の死神で、ボビー曰く「死神の親玉」。ルシファーが復活すると同時に世に放たれると言われ、全員が別々の「死」を司っており持っている指輪で力を行使し、それぞれの死によって人間を地上から消し去るのが使命。また、彼らの持っている指輪はシーズン終盤で重要になってくる。各騎士は聖書でそれぞれが乗っているとされる馬と同色の車を所有している。
戦争（war）
演：タイタス・ウェリヴァー
所有する車は1965年製造の赤いフォード・マスタング。
「争いによる死」を司る騎士で外見は四騎士の中でも最も若い風貌をしている。
「争い」を司っており人々の闘争本能を刺激する能力を有しコロラド州のリバー・パスに現れ、自身の力で住民をお互いに悪魔に見えるようにして、まさに戦争さながらに住民に殺し合いをさせていた。
その後は地獄で廃人になっている。
飢饉（famine）
演：ジェームズ・オーティス　　
日本語吹き替え：大木民夫
「飢えによる死」を司る騎士。
所有する車は黒いキャデラック・エスカレード（どの製造年のモデルかは不明）。自身は弱りきっているため手下の悪魔に運転させている。
外見は四騎士の中でも最も高齢。弱っているらしく常に車椅子に乗っている。
とある町に出現。人は常に何かに飢えているという心理に付け込み、事故や自殺を起こさせてその死人の魂を喰らっていた。
「飢え」を増大させる能力を有しており、貧困で飢えの対象が得られない場合は飢えに苦しみ発狂させて死亡、また逆に資源豊かな地域では飢えの対象となっている物に死ぬまでのめり込ませる。
基本的に人は全て何かに飢えているため「飢え」の力から逃れることは難しいが、例外として何らかの障害により何をやっても欲求を満たせないなど「飢え」の対象となりえる物になんの満足も得られない、つまり「欲」による「飢え」が無い精神的障害を抱えている人物に対しては「力」は通用しないようである。
彼が従える手下の悪魔たちは全員が黒スーツにサングラスというボディガードのような服装をしている。
疫病（pestilence）
演:マット・フリューワー
「病気による死」を司る騎士。
所有している車は薄い（青ざめたような）緑色の1972年型AMC・ホーネット ワゴン
様々な病気やウイルスを操ることができる。老人ホームにて医者になり済まし、多くの入居者を病気で死亡させていた。
ウイルスを始めとする全ての「菌」思うがままに操れるため、戦いはおろか近づくことさえ困難である。
（ただし操れるのは自然に元々存在する「菌」までであり作中に登場するクロアトアン・ウイルスなどの人工的に造られた物をばら撒くには以下のようなことをする必要がある）
それと同時に裏では手始めとして北アメリカの人口を根絶やしにするべく、自身の力を用いてA型インフルエンザウイルスを全国にばら撒き、あらかじめ大手の製薬会社に潜入させていた悪魔にクロアトアン・ウイルスをワクチンに偽装させて各地に出荷させようと企んでいた。
死 (death)
演：ジュリアン・リッチングス（Julian Richings）
日本語吹き替え：若本規夫
「終末による死」を司る騎士。
所有する車は白い1959年型モデルのキャデラック
外見は初老の紳士のような風貌で常に冷静に立ち振る舞う。実際は彼の存在が「死」そのものであり彼が有する能力は全ての生命に必ず訪れる終わりの瞬間、つまり寿命による自然死である。その力は他の騎士たちと一線を画している。その他三体の騎士が司るのが「死の原因」であってある程度退けることが可能であるのに対して、自身が「死」そのものであり死を退けることが不可能なことから自分自身の存在と力を世界で唯一絶対であると認識している。また、「神」もその力、「死」の例外ではなく、いずれ彼を迎えるのも自身だと語っている。
自身が消滅するのは全ての「生」が絶滅または「不死」の力を手にした時、つまり「生」に対する「死」が必要無くなった時だろうと語る。
当然「不死」が不可能だということも自身を絶対的の物とする確信の裏付けになっている。
能力だけではなく思想も他の三騎士とは異なる考えを持っており、彼らが意図的に能力を酷使して人間を殺しているのに対し、自身の存在が「自然死」であるため無意識のうちに生物が次々に死んでいくことや今まで不死の生物がいなかったこと、そして自分が「生」の誕生以来全ての死に関与して来たことから自分＝死を「自然の摂理」と称し、人を選ばずやがて全ての人に降りかかるため自身をこの世で最も平等なものだと明言する。
道端で人が死んでも気にもとめないが、それは死ぬのが当たり前だと分かっているため人がバクテリアが消滅しても気にとめないのと同じことだという。
シーズン10の最後に刻印とこの世の始まり、神や大天使たちの真実を告げた後、自身の死の鎌でディーンに刺され消滅してしまう。後任にビリーという死神がなる。

## 天使
ウリエル（Uriel）
演：ロバート・ウィスダム
日本語吹き替え：玄田哲章
カスティエルの部下。
悪魔サウィンの復活を阻止する際、浄化するために住人もろとも街ごと焼き祓おうとするなど、カスティエル曰く「専門家」で、人間を軽視している天使。
密かにルシファーに心酔しており、他の天使たちに同志になるよう持ちかけたり（拒否した天使を始末してはそれを悪魔の仕業と見せかけた）、拘束されていたアラステアの尋問をディーンに強制的にやらせたり（裏側でアラステアを悪魔封じの結界から解き放ちディーンを殺させようと仕組んだ）と、ルシファー復活のために暗躍していた。
カスティエルにもルシファー側につくよう説得するも、拒否されたことで彼を殺そうとするが、スキをついて突然現れたアンナに天使の剣で刺されて死ぬ。
過去で、メアリーを殺しにタイムスリップしてきたアンナに呼び出され、未来でウィンチェスター兄弟に自身が殺されるという嘘を教えられ彼女に協力するも、ジョンに憑依したミカエルの登場におののき、どこかへ飛ばされる。
ウリエルは大天使とされることもあるが、上記の通り本作ではカスティエルの部下であり、位は高くない模様。
アンナ・ミルトン（Anna Milton）
演：ジュリー・マクニヴン
ディーンが蘇った頃から天使の声が聞こえるようになった女性（初登場時は人間）であり、実は恩寵を捨て人間になった元天使。
かつてはカスティエルたちの上官だった。
カスティエルたちとアラステアたちから狙われた際、スキをついてウリエルから恩寵を奪い取り、ディーンたちを守るためにエネルギーを放出していずこかへ消えるも、かつて助けた天使に憑依する肉体を元通りにしてもらい、以後、ウィンチェスター兄弟やカスティエルの前にたびたび現れることとなる。そのため、彼女は天使としては例外的に、器に憑依する際の合意を必要としていない。
「酷い目」に遭った直後のカスティエルに会いに行った際、他の天使に捕まって強制的に天界に連れ戻された。
連れ戻された後も何とか抜け出し、ルシファーの器であるサムを殺そうと考え、同じ反逆者となったカスティエルを仲間に加えようとするも、断られたことで彼のいない過去にタイムスリップし、サムが生まれる前の若かりし頃のメアリーを殺すことを画策。30年前のウリエルも呼び協力させ、ウィンチェスター兄弟をものともせずにメアリーを追い込むも、先に屋外へ突き飛ばしたジョンに憑依した大天使ミカエルによって焼き消される。
ザカリア（Zachariah）
演：カート・フラー
日本語吹き替え：小川真司
ウリエルに負けず劣らず人間を何とも思わない天使。
以前は、他の天使たちから尊敬され畏れられる、自他共に認める優秀な存在であったが、一人間に過ぎないディーン相手になかなか器の同意を得ることができない失態を受け、その権威を失墜させてしまった。そのことでディーンたちをかなり逆恨みしており、サムを殺すと脅してディーンの同意を求めるなど、暴力的、高圧的な態度をとるようになっている。
ディーンを暴力的に器にさせようとしたことに対し、ラファエル曰く、センスのかけらもないと言われるほど軽蔑もされている。
アダムを囮に使い、ついにディーンを同意直前にまで追い詰めるが、彼の自身の命を要求する交換条件の提示に思わず動揺してしまい、その一瞬のすきをつかれ殺される。
天使の中ではナオミと同様大天使の一歩前の天使の中では最高位の地位とパワーだったがのちに神に復活されたキャス（シーズン5の最終話）がその力と権力を引き継ぐことになった。
ラファエル（Raphael）
演：デモア・バーンズ
大天使の一人。
ザカリアの命に背いたカスティエルを抹殺した天使で、ルシファー復活後、メイン州に来ていた。
自称「慈悲深い天使」。
ガブリエルの兄でルシファーとミカエルの弟にあたる。三男。
既に一度器にされ、抜け殻状態と化したスタンド整備士のドニーに儀式を施し、廃屋でディーンとカスティエルの前に現れた。
廃屋に現れるのを予測していたディーンたちの罠にはまって神の行方について尋問を受け、神が姿を消したこと、そして神が不在の世界である現実を告げた。また、神がいない（指示が出されない）ことでこの世をどう動かせばよいか分からなくなり、神が戻ってくるのを待つのを諦め、何もかも終わらせて楽園（大天使が神に代わって好き勝手できる世界）を取り戻すという、最終戦争を始めた理由を暴露した。
なお、自身が殺したカスティエルを復活させたのは、反逆者という同じ立場のルシファーだと思い込んでいた。
その後ミカエルがいない天界でカスティエルと内戦を引き起こして、黙示録の筋書き通り檻からルシファーとミカエルを出し、最終戦争を始めようと目論む。その過程で邪魔をするバルサザールやカスティエルを執拗に追い回していた。が、カスティエルに裏切られたクラウリーと儀式を行い優位にたったと思えたが、騙された彼は煉獄の魂を吸収したカスティエルに消滅されてしまう。
大天使の中では一番堅苦しく、傲慢さと威厳や強力なパワーを抜けばただの天使に近い。
ガブリエル（Gabriel）
演：リチャード・スペイト・Jr
日本語吹き替え：真殿光昭
大天使の一人。
ミカエルとルシファーとラファエルの弟で末子。
ミカエルとルシファーの争いに嫌気がさし、天界から勝手に抜け出し、地上でトリックスターになっていた。
トリックスターとしてウィンチェスター兄弟の前にたびたび現れていたが、カスティエルさえ驚嘆する能力からディーンに天使であると見抜かれ、聖油で拘束された際に自ら天使であることを告白。その後、ディーンの言葉に考えを改め、彼らに協力する。
ルシファーを倒す方法を教えるなど、積極的な姿勢をみせるが、ディーンたちを逃がすためにルシファーに挑み、力及ばず殺されてしまう。
シーズン9の第18話に再登場し、カスティエルに協力する。だが、実はメタトロンが作り出した幻だった。
シーズン13にてアスモデウスに囚われていることが判明した。
最終戦争のモーテルでのルシファーとの戦いの後、死んだと思われていたが実はガブリエルのルシファーさえ欺いたトリックだった。その後ロキにかくまってもらったがモーテルで父のオーディンを殺されたことをガブリエルたち大天使のせいだと恨んで、身近にいたガブリエルは隙を突かれて拉致されアスモデウスに引き渡されていた。その後、自身の恩寵をアスモデウスのパワーアップ目的に数年間利用され続け、拷問も受けてきたらしい。もはや自我さえない奴隷と化していたがアスモデウスを裏切ったケッチによって救出されディーンたちのいる賢人の基地にかくまってもらうが、すぐにアスモデウスにバレてまた捕まってしまうところをギリギリで意識を取り戻し、翼を開きアスモデウスを消滅させた。その後、異次元での戦いに置いてドアを開くためにルシファーの恩寵を利用するためにルシファーを捕まえたりと大活躍だったが、異次元で全員救出させたがそれを見逃さなかった異次元の大天使ミカエルが現れ、最後に残ったディーンたちを逃がすために（時間稼ぎするから逃げろ。いつも逃げてばかりだったが今度は逃げない）と戦ったが力及ばず大天使の剣で刺され死んでしまった。
ミカエル（Michael）
全ての天使を率いる天使の長で、他のどの天使や大天使よりも強大な力を持つルシファーとラファエルとガブリエルの兄。長男。
ルシファーと1対1で戦うことになっており、ルシファーを倒せる唯一の存在でもある。
ルシファーにとっての器がサムなのに対し、ミカエルにとっての器はディーンであった。そのため、ザカリアと違って強引な手段で（器になる）同意を求めたりはしないが、器になるのは運命だと諭す。
若かりし頃のメアリーを殺そうと過去にタイムスリップしてきたアンナを、ジョンに憑依して焼き消し、ウィンチェスター一家を守った。なぜ自分なのかと尋ねるディーンに対して、遥か大昔のカインとアベルの血が脈々とジョン、そしてディーンに受け継がれていることを告げる。
器として同意しにきたディーンに呼び出された際、ディーンが途中で気を変えてザカリアを殺したことでディーンに見切りをつけたのか、その場にいた同じジョンの血をひく（器になりえる）アダムに憑依する。
シーズン5のラストで、ルシファーとその器であるサムと共に地獄へ落ちてしまう。
シーズン13にて檻でサムを今まではルシファーとともに拷問していたからこそ、まだ欲求不満やストレスを解消できたがそれさえもできなくなった今はラファエルという希望もなくなり永遠に檻という事実の絶望したのか朽ち果てているとのこと。
ルシファー（Lucifer）
演：マーク・ペルグリノ
日本語吹き替え：中村秀利→井上和彦（シーズン11から）
神に最も近づき、それゆえに翼を折られし者。コルトで殺せない存在の1つ。
ミカエルの弟でラファエルとガブリエルの兄。次男。
かつては大天使であり、神に最も愛されていた息子であったが、「人間を敬い、愛するように」という神の考えに反逆し、ミカエルに倒され地獄の最下層に封印されていた。しかし最後の封印であったリリスの死亡により復活を遂げる。
憑依の際に器となる人間の合意を必要とすることなど、未知数の絶大なパワーなど大天使としての基本的な性質は地獄に堕ちた後も変わっていない。目の色と姿は大天使や天使たち特有の青や純白の光ではない。
その力は絶大で、悪魔はおろか天使までもが恐れをなすほどである。
器として適合するのはサムだが、彼が同意するまでの代用として強盗に妻と赤ん坊を殺されたニックという男を器としていた。しかし本来の器ではないので、時間が経つにつれて所々皮膚がただれている。そのため、悪魔の血を大量に飲んで体を保たせている。
自身が作りだした悪魔はおろか、異教の神々まで格下の存在として見下しており、その力を誇示するかのごとく、彼らが集まるホテルに現れて、そのことごとくを粉砕、虐殺していった。
関係上、ミカエルが兄でルシファーが弟にあたるという。また、弟であるガブリエルと対峙した時には、できることなら争いは避けたいという人間的な一面も見せるが、叶わず戦いになり涙をこらえながらガブリエルを殺すという感傷的な場面も見せる。
ウィンチェスター兄弟の決死の行動により、サムとともに再び地獄の最下層へ封印された。
策略家でもあり計画性や強さあらゆる面でほぼ最強、シーズン11にてキャスを器にして復活した。ダークネスを打倒すべくはずが、少しずれて大天使不在の無防備な天界を支配しつつダークネスを神の手を使い倒そうとした。
そして因縁の神と再会して仲直りをして共闘する。
シーズン12にてネフィリムをケリークラインに妊娠させる。その後クラウリーに捕まり支配寸前で形成逆転し王座に戻る。その後息子の誕生を立ち会おうとするが、息子が不意に呪いをお腹の中で誕生し異次元の世界の扉を創ってしまった。そこは最終戦争後の世界だった。シーズン5で大天使が導こうとした最悪の世界観。ウィンチェスター兄弟との死闘にて彼らの大事な人を殺し、彼らに閉じ込められる。彼らも最悪の犠牲を払ってしまったが。その世界に閉じ込められてしまう。
シーズン13にて異次元の世界の大天使ミカエルに捕まってしまう。ミカエルはどルシファーよりも強力で及ばなかった。
その後、異次元の扉をもう一度開いて、移住しようと計画しているミカエルに魔術の道具の大事なピースとなる恩寵を全部ではないが相当量を奪われて弱り切ってしまったが隙をついて元の世界の戻る裂け目を通った。彼には運よく魔術はどうやら片道で一人分だったらしい。
その後キャスと同盟を結び一緒に戦うがアスモデウスの捕まってしまう。
アスモデウスが不在になった隙に逃げたがキャスの恩寵欲しさに彼を攻撃するが、キャスに深手を負われ逃げた。
バルサザール（Balthazar）
演:セバスチャン・ロッシュ
日本語吹き替え：木下浩之
登場はシーズン6のみ。最終戦争でカスティエルとともに戦った天使でカスティエルとは同志（友達）。
死んだと思われていたが、天界でのどさくさにまぎれて多くの武器を盗み出す。
その武器の1つであるモーゼの杖を魂と引き換えに少年に渡すなど、人間の魂を収集していた。
サムに魂を体に返させないようにする方法を教えたりと気まぐれな所がある。
その後、ラファエルの激しい追撃にあい、カスティエルに武器を託したり、魂目的に沈没するはずだったタイタニック号を救うなど彼に協力していた。しかし、彼が密かに裏でクラウリーと組んでいることを知り、2重スパイとしてウィンチェスター兄弟に協力するも、彼にそれがばれて殺される。
メタトロン（Metatron）
演：カーティス・アームストロング
神の書記。
カスティエルを騙して天の門を閉じる試練に挑戦させ、天界を追い出された復讐を果たす。カスティエルの恩寵を奪い、神になろうとするが、恩寵を奪われて人間になる。神の不在の真相を知ると、ウィンチェスターたちを助けるために闇の犠牲になり消滅させられる。
ガドリエル（Gadreel）
演：ターモー・ペニケット
日本語吹き替え：小川輝晃
登場はシーズン9のみ。エデンの園を守る役割を持ちながら、悪魔から園を守れなかったとして重罪に囚われて長い間天界の牢獄に閉じ込められていた天使の一人。サムが意識を失い危険な状態で医者にも見離され、ディーンが必死に教会で助けてほしいと祈るその声に応えて現れた。服装は終始黒いパーカージャケットにジーンズ姿の中肉中背の中年男性で、黒い短髪のクールな美男子。初対面からエゼキエルと名乗っていたがこれは偽名で、本人はメタトロンが多くの天使を地に落とした時に死亡していることがキャスの口から判明する。
危篤状態にあるサムを救うべく彼の精神に入り説得を試みる。ディーンがサムに救出を拒まれたためにやむを得ずガドリエルが彼に化けて説得した。
そうしてサムには秘密にして治療のために彼の体に憑依する。これはサムだけでなく自分の魂もそこで休めることで治療する意味合いもあった。
チャーリーが魔女の攻撃からディーンを庇って死んだ時、能力を使って彼女を甦生した。だが、この能力はかなり彼の力を消費するらしく、サムの肉体にとどまる時間が延長されることとなった。ディーンから親しみをこめてジークと呼ばれていた。サムが意識を取り戻してからディーンがこの名を呼ぶと、サムに気づかれることなく瞳を光らせて彼の体を一時的に支配する。
本来は良心的な天使なのだろうがメタトロンに町で出遭ってそそのかされてしまい、ディーンの動きを封じて彼の目前でケビンの目を焼き焦がして殺害してしまう。その後クラウリーの拷問にしぶとく耐えてサムの体から出ようとはしなかったが、今度はクラウリーがサムの心に入り兄弟だけの暗号ポキプシーで説得し、サムにはっきり拒絶されて精神から追い出される。
ようやくメタトロンが元凶だと悟り兄弟に協力を名乗り出るが、刻印の影響でケビンを殺された憎しみが高まるディーンに剣で切りつけられる。
その後キャスと共に天界の牢屋に監禁されて責任を果たそうと自らの胸を刺して自害し、死の寸前に強力な衝撃波を発して牢屋を破壊、キャスを開放に導いた。

## 魔物
イブ
魔物たちを生み出す存在。別名・マザー。
本来は煉獄にいるが、クラウリーの計画を察知し彼を殺すために地上に出てくる。
シェイプシフターのアルファ同様、衣服を含め自身の姿を一瞬で自由に変えることができる。また、同じくヴァンパイアのアルファのテレパシー能力も持っている。
地上に出るためには処女の体を媒介にする必要がある。
フェニックスの灰が唯一の弱点である。
地上に出てからは人間を実験台に新しい強力な怪物を作りだし、天使や悪魔に対抗するための巨大な軍隊を作りだそうとする。
メアリーに化け兄弟を懐柔しようとするが、それが拒絶されると容赦なく彼らを始末しようとする。ディーンに噛みつき一時は勝利を確信したが、フェニックスの灰を酒といっしょに飲んでいた彼の機転により、消滅し退治される。
レノーラ（Lenore）
日本語吹き替え：甲斐田裕子
女性のヴァンパイア。
ヴァンパイアにもかかわらず人間の血を吸うことに嫌悪感を抱いており、同じ思いを持つ仲間を集い、代わりに牛の血を吸い暮らしていた。
ヴァンパイアハンターのゴードンに問答無用で狩られそうになったが、間一髪ウインチェスター兄弟に救われた。
しかし、その後、イブの強力なテレパシーにより仲間たちが再び人間を襲うようになり、1人欲望を押さえこんだ彼女も孤独な逃亡生活を余儀なくされてしまった。結局、イブの場所を探すディーンたちに呼び出された際、条件として自身の殺害を彼らに要求し、それを承諾したカスティエルによって消されてしまった。

## 異教の神々
本作はユダヤ・キリスト教を軸にしている部分があるがそれ以外にもさまざまな宗教や神話なども題材にしている。勝手に自分で神と名乗りその特殊能力を使い一部の地域の人々に勝手に神と崇められているだけの人を食べる怪物として描かれる。
バルドル
日本語吹き替え：土田大
北欧神話における光の神。作中では容姿端麗な若い男性の姿をしている。ガブリエルのことを北欧神話の悪神ロキ（悪戯の神）と呼ぶ。その理由は作中で明らかになる。神々の会合に乱入してきたルシファーの圧倒的力により、抵抗空しく殺されてしまう。
カリ
ヒンドゥー教における鬼神。妖艶な女性の姿をしている。ガブリエルとは昔、恋仲であった。ガブリエルの身を呈した時間稼ぎにより、神々の会合で唯一ルシファーから逃れることに成功した。
オーディン
北欧神話における最高神であり、戦と死の神でもある。作中ではボンバージャケットを着た大柄な老人の姿で現れる。他の神々と同様、ルシファーに殺される。
ガネーシャ
インド神話における富と繁栄の神。象の化身であり、人間時も大柄な男性として現れる。他の神々と同様、ルシファーに殺される。
サメディ男爵
ブードゥー教における死の神。ガネーシャと同じく大柄な男性として現れる。他の神々と同様、ルシファーに殺される。
ザオシェン（灶神）
中国の民間信仰の神。オーディンとの口喧嘩で「亀の甲羅の上に世界があるなんてばかばかしい」といわれていた。外見は太った東洋人として現れ、また作中は英語ではなく中国語を話す。ディーンに殺される。
マーキュリー
日本語吹き替え：納谷六朗
ローマ神話における旅人、泥棒、商業、羊飼いの守護神であり、ギリシャ神話のヘルメースと同一とされる。作中では赤いジャケットを着た男性の姿で現れ、神々の執事のような存在となっている。他の神々を裏切りルシファーを会合に呼んでしまい、結局、自身も彼に殺されてしまう。

## 預言者
史実ではアダムやノアやエノク、モーセやキリストなど、聖書に登場する人物を指す。
チャック（カーバー・エドランド）
演：ロブ・ベネディクト
日本語吹き替え：多田野曜平
本作の中で「スーパーナチュラル」という小説を書いている小説家。ディーンとサムの物語を事前に予知しそれをSF小説として出していたが、二人に実際に出会って初めて自分の書いていることが実際に現実に起こっていることだと知る。その後現れたカスティエルによって、「神の預言者」であることを知る。それからは良くも悪くも二人の協力者として、行き詰まった時などに自分の見た予知夢の内容などを教えたりする。ただし、はるか先の未来を予知することはできず、あくまで数日後のあるいは少し先の出来事が頭痛と共に頭をよぎったり、夢に見たりするだけである。
シーズン5の最終話で消滅しており、役目を終えて消えたか、もしくは彼自身が神だったとも考えられる描写がされている。
シーズン10の第5話ラストに登場する。シーズン11の20話に再々登場。
ケビン・トラン
日本語吹き替え:林勇
演：オスリック・チョウ
新たに現れた預言者。東洋系。
神の言葉を記した石版が出現するまでは大学受験に打ち込む普通の高校生だったが、新たに預言者としての力が備わってしまったため、天使や悪魔、怪物などに狙われることになり、それまでの生活が一変する。同じく高校生の彼女がいた。クラウリーのせいで彼女と母親を失ったため彼を憎悪していたが、ウィンチェスター兄弟と共闘する過程でクラウリーとの取引にも渋々応じていた。
シーズン9で、閉ざされた天界を開いて地上に墜ちた天使たちを戻す手段を探している最中に、メタトロンから暗殺指令を受けた天使ガドリエル（サムに憑依していた）によって殺害された。ウィンチェスター兄弟の喧嘩にうんざりし、ポルターガイスト現象を起こして自分の存在を気づかせた。もともと霊感の強い兄弟だからなのか一時的に姿を見せるが、不安定で何度も姿が消えたりした。兄弟に仲直りするように言って母親と共に基地を去った。天界の門が閉ざされていたために成仏できずにいたが、シーズン10で神のチャックの手でようやく天国に送られる。シーズン11の最終話にチャックと登場する。
マックス・ミラー（Max Miller）
演：ブレンダン・フレッチャー
日本語吹き替え：河本準一
念動力が使える。能力を使い、虐待した父親と叔父に復讐し、見過ごした義母も殺そうとしたが自殺。実は彼もまたサムと同じように実母を悪魔によって天井に磔にされて焼き殺され、サムと同じ時期に超能力が覚醒した。
ローズ（ロージー）・ホルト（Rose “Rosie” Holt）
恐らく予知能力がある。黄色い悪魔に血を飲まされかけたが、サムが妨害したために飲まされず、母と共に助かった。
アンディ（Andrew “Andy” Gallagher）
演：ガブリエル・タイガーマン
日本語吹き替え：GACKT
シーズン2に登場。
人の心を操れる。黄色い目の悪魔に唆されたエヴァに殺されてしまう。
Ansem Weems（Webber）
演：エリアス・トゥフェキス
シーズン2に登場。アンディと同じように人の心を操れるが彼よりも力は強い。アンディの双児の兄弟。ただし、母親は彼が操って殺したため、アンディと同様にサムとは法則が異なる生まれである。
Scott Carey
演：リチャード・デ・クラーク
シーズン2に登場。
触れた物を感電させる。ゴードンに殺される。
エヴァ（Ava Wilson）
演：キャサリン・イザベル
日本語吹き替え：岡村明美
シーズン2に登場。
サムと同じく予知能力がある。サムと行動を共にした後、黄色い目の悪魔に拉致され婚約者は殺される。サムとゴーストタウンで再会した折には黄色い目の悪魔に唆され、5か月の間に同類の「選ばれし者」を少女の姿の悪魔を操って次々に殺す殺人鬼と化し、アンディを殺したことを見破ったサムも殺そうとするがジェイクに殺される。
ジェイク（Jake Talley）
演：オルディス・ホッジ
日本語吹き替え：三木眞一郎
シーズン2に登場。
高度な身体能力を持つ。黄色目の悪魔に唆され1度は殺したサムに地獄の門の前で殺された。
リリー・ベイカー（Lily）
演：ジェシカ・ハーモン
日本語吹き替え：能登麻美子
シーズン2に登場。
触れた者の心臓を止めることができる。少女の姿をした悪魔を操るエヴァにより殺された。

## 魔女
ロウィーナ（Rowena）
演：ルース・コンネル
日本語吹き替え：一城みゆ希
クラウリーの母親。
魔女の呪文でクラウリーの部下を殺していため、ディーンとサムに追われ逃げたところをクラウリーに捕らえられる。捕らえられている間もクラウリーやクラウリーの部下を操りクラウリーの組織を引っ掻き回す。
クラウリーがディーンによって丸くなったと思ったため、ディーンを殺そうとするが刻印によって阻まれる。その際に「刻印はただの呪いだから解くことができる」と言い刻印の解除のヒントを与える。

## 賢人
ミック
演：アダム・ファーガス
英国の賢人。
ケッチ
演：デビッド・H・ジョーンズ
英国の賢人。
トニ・べベル
演：エリザベス・ブラックモア
英国の賢人。

## ゴーストフェイサーズ
エピソード1で登場したエドとハリーが仲間（超常現象に興味のある素人）を募って結成した、ロサンゼルスを中心に超常現象を調査する"リアル・ゴーストバスターズ"。ハンターではないため、活動のレベルとしては"狩り"とは言えず、悪霊を退治できるほどのスキルや知識はあくまで素人の域を出ていない。ディーンたちと幾度か遭遇しては、ウィンチェスター兄弟の足を引っ張るのが定番だが、どこか憎めない存在でもある。2010年、Supernaturalのスピンオフ作品「Ghostfacers」として、10エピソードが製作された。
エド・ゼドモア（Ed Zeddmore）
演：A.J.バックリー（A. J. Buckley）
吹き替え：高木渉
心霊をメインとした超常現象オタクで、ゴーストフェイサーズのリーダー。
シーズン1では、ハリーと共に「地獄の番犬.com」というサイトを運営していた。
毎度ディーンたちに美味しい所を持っていかれることから、ウィンチェスター兄弟を敵視している口調が目立つが、幾度か助けられているのは事実であるため、本当はディーンたちのことを認めてはいるようである。
珈琲は、フレンチバニラが好み。
コルベットから同性愛的な好意を寄せられて、戸惑っていた。
そのコルベットの殉職後、リーダーとしての責任を感じて武術の特訓を開始し、自分とそして仲間を悪霊から守るべく警棒（？）を武器に携帯するようになる。
コルベットに続き、新メンバーのアンバーを負傷させてしまったことで、リーダーとしての自信を失ってしまい、メンバーの意見も聞かずに一方的にゴーストフェイサーズを解散。
しかし、ピザ屋で働く彼のもとに訪れた相棒ハリーの熱意のこもった説得により、ゴーストフェイサーズを再開させる。
ハリー・スパングラー（Harry Spangler）
演：トラヴィス・ウェスター
吹き替え：上田燿司
心霊をメインとした超常現象オタクで、ゴーストフェイサーズにおけるエドの相棒かつ共同リーダー。
エピソード1では、エドと共に「地獄の番犬.com」というサイトを運営していた。
あまり頭が良くないのか、たまに意味不明なことを言ってはエドをあきれさせることもある。
マギー（エドの義理の妹）といい仲で、最初はエドに隠れてプラトニックな形だったが、心霊スポットでのキスシーンを目撃され激怒されるも、なんだかんだで交際を許された。相思相愛のようだが、マギーが自分と恋仲になるのに対し認められずにいることを察し、関係をこれ以上進展させることに臆病になっている。
エドと同様、毎回ディーンたちにおいしい所を持っていかれることから、ウィンチェスター兄弟をあまり快く思っていない口調が目立つ。
マギー・ゼドモア（Maggie Zeddmore）
演：ブリタニー・イシバシ
ゴーストフェイサーズの技術担当。
日系女性で、エドの義理の妹でもある。
メンバーのハリーといい仲。相思相愛のようだが、ゴーストフェイサーズのメンバーとしてのお互いの立場から、関係をこれ以上進展させることに臆病になっている。
心霊スポット探索の際、メンバーのコルベットが幽霊に拉致された後も常にカメラを回していたことで、「仲間がさらわれたのに暢気だな!?」とディーンに皮肉られ、一瞬とまどうも、ゴーストフェイサーズの一員としての役目であると自身を言い聞かせて任務を遂行した。
ゴーストフェイサーズが解散した後、資格取得に励んでいた。
ハリーがエドを説得したその場でカメラを回していたが、そのままゴーストフェイサーズに戻ったかは不明。
ケニー・スプルース（Kenny Spruce）
演：オースティン・ベイシス
ゴーストフェイサーズのカメラ担当。
また、どの程度かは不明だが異教や魔術の知識および心得も多少ある模様。
事務所や現場問わず、常にカメラを回して写す側なので、メンバーの中で最も存在が薄くキャラクターとしても地味。
だが、ディーンの死期（地獄に落ちる日）が迫っている会話を耳にしたことから、ウィンチェスター兄弟から直接詳細を聞きだそうとしたり、メンバーで唯一の死者となってしまったコルベットの亡骸を目前にした際、落胆しつつもカメラを放さず回し続けたりと、常に目の前で起こっている事実をおさめようとしていた。
再開したゴーストフェイサーズに戻ったかは不明。
アラン・J・コルベット（Alan J. Corbett）
演：ダスティン・ミリガン
ゴーストフェイサーズの見習い募集の広告を見て、「幽霊はどこからやってくるのか？」という自身の疑問にロマンを求め、自ら門をたたいて加入した初代見習い新人。
尊敬の意味も込めてエドに同性愛的な気がある。
メンバーの中で、最も真実を求める気持ちが純粋だったゆえに唯一の死者（心霊スポットの悪霊に拉致され殺されてしまう）となってしまったが、エド、ハリー、マギー、ケニーの心の中で今でもメンバーの一員として生き続け、彼らを見守り続けている。
デイヴ（Dave）
大学で神秘主義を学んだことでゴーストフェイサーズの存在を知り、コルベット殉職後に入った見習い新人。
機材や運転に慣れていることから、（コルベットと比較した上で）エド曰く"優秀な見習い"だったが、ミーティング中に現れたアンバーがその場で即採用されたことにより、急遽、解雇されてしまった。
ゴーストフェイサーズのメンバーで、最も加入期間が短かった存在と言える。
アンバー（Ambyr）
演：ミルセア・モンロー
見習い募集の広告を見て突然押しかけ、その容姿からハリーに即採用された見習い新人（同時にデイヴは解雇）。
容姿だけでなく、天然な性格によるノリの良さから男性メンバー（特にエドからは個人的に気に入られていた）だけでなく、同姓メンバーのマギーからも妹のような存在として可愛がられた。
しかし、その性格ゆえに調子にのって油断しているところを、心霊スポットの悪霊に襲われてしまい負傷する。命だけは助かったようだが、その後ゴーストフェイサーズに戻ったかは不明。

## その他
ジェシカ・ムーア（Jessica Moore）
演：エイドリアンヌ・パリッキ
日本語吹き替え：園崎未恵
サムの彼女。シーズン1のエピソード1でメアリーと同様に、悪魔に殺されてしまう。
ビクター・ヘンリクセン（Victer Henricksen）
演：チャールズ・マリック・ホイットフィールド
日本語吹き替え：やまだひさし
シーズン2より登場。
執拗にウィンチェスター兄弟を追い続けるFBI捜査官。シーズン3の12話でサムとディーンがベラによって通報され逮捕された際に連絡を受け他の捜査官たちと共に留置所に訪れるが、悪魔たちの襲撃を受けヘンリクセンと数人の警察署員を残し全滅、自身も悪魔に取り憑かれディーンとサムを殺害しようとするが兄弟たちの機転により無事に取りついた悪魔を祓われた。しかし現場の危機的状況は変わらず一時的にディーンたちを解放、また突然現れたルビーと共に現状の打開策を模索し自らが兄弟たちと危険な囮の役を引き受けることを決意、そして署内に引き込んだ数十もの悪魔を相手に死闘の末勝利した。
この一件でヘンリクセン自身が不可思議な現象を目の当たりしたことに加えて死線を共に潜り抜けたことでようやくディーンたちと和解、兄弟たちを死んだことにしてディーンとサムを見逃がした。今回の事件の事後処理中に先の戦いで討ち漏らした悪魔が連れてきた白い目の悪魔リリスによって生き残りの署員諸共殺害されてしまった。
シーズン4の冒頭、他の犠牲者と共にリリスに操られ、ディーンたちに襲い掛かった。
ベラ・タルボット（Bela Talbot）
演：ローレン・コーハン
日本語吹き替え：竹田まどか
シーズン3より登場。超常現象を含む多数の知識に精通している泥棒で、金のためならどんな手段をつかっても盗みをはたらく。
様々な魔術に関する品を入手し、それらを高値で売り飛ばす商人。自ら怪盗を自称しており厳密にはハンターではない。その点怪物などの超常的な存在の脅威を知っていながら人助けをしようとせずに逆に己の利益のみのために行動することからボビーらハンターたちから激しく非難されている。
10年前両親を殺害するために赤い目の悪魔と取引し、帳消しにしてもらうためにディーンとサムからコルトを奪い、サムをも殺害しようとするが殺しに来ることを読んでいたディーンに逃げられる。ディーンに契約を握る悪魔がリリスであることを伝え、リリスを殺すことを頼んだ後、ヘルハウンドによって地獄へ送られる。
リサ
演：シンディ・サンプソン
日本語吹き替え：杉本ゆう
シーズン3の第2話で初登場。
インディアナ州シセロに住んでいて、ディーンとは昔、恋人関係にあった。
その後、再び訪れたディーンを受け入れ、息子のベンとともに3人で一緒に暮らし始める。しかし、しばらくは3人で平穏な暮らしを送れていたが、サムが再びディーンの前に現れ兄弟が狩りを再開し始めると彼女とベンにも危険が及ぶようになる。そのため、彼女とディーンの関係は次第にギクシャクして連絡もとらなくなり、ついには自然消滅状態になってしまう。その後、彼女は別の男性と交際を始めるが、それでもまだ彼女たちに危険が及んだため、ディーンがカスティエルに頼みベンと供に兄弟たちの一切の記憶を消される。
ディーンの誘惑の幻覚などとしても登場したことがある。
ベン
シーズン3の第2話で初登場。
リサの息子。
誕生時期や言動、趣向がディーンに似ていたため、彼に実の息子ではないかと疑いをかけられていたが、実際は一時付き合っていた別のバイカーとの子供だった。
ディーンを実の父親のように慕っていたが、母親のリサ同様、彼らの安全を考えたディーンの計らいにより、カスティエルに兄弟たちの一切の記憶を消される。
アダム・ミリガン（Adam Milligan）
演：ジェイク・アベル
日本語吹き替え：野島裕史
ジョンが狩りの際に訪れた街で知り合ったケイト・ミリガンとの過ちによって生まれた、ディーンとサムにとっての異母弟。
ジョンはハンターとして育てるため厳しい父親に徹したサムやディーンのときと違い、彼には優しい父親として接し、彼をごく普通の一般人として育てた。
ディーンたちが初めてそのことを知ったとき、既に本物の彼とその母は人喰い鬼によって殺されており、ディーンたちが実際に会ったのは彼らに復讐しようと成りすました人喰い鬼たちだった。
シーズン5にて、ディーンを誘き出す餌としてザカリアたちによって蘇させられ、初めてディーンたちと会った。しかし、家族としては彼らを受け入れることはなかった。
その後、同意しないディーンに見切りをつけたミカエルに強制的に器とされ、同じくルシファーの器となったサムとの対決に臨む。しかし、自我を取り戻したサムと共に奈落の底へ落ち、地獄の檻に封印させられてしまう。
ジョディ・ミルズ（Jodie Mills）
演：キム・ローズ
ボビーの住む町の保安官。
以前はボビーを危険人物としてみていたが、死者が復活する町の事件以後は彼に協力するようになる。
ドナ・ハンスカム（Donna Hanscum）
演：ブリアナ・バックマスター
ミネソタ州出身の保安官。
ダグという夫がいたが、太っていることが原因で離婚。姪(ウェンディ)がいる。
初回登場時は魔物のことを知らずに事件が終わるも、2度目の登場時に減量のため、キャニオン バレー ヘルス スパに行き、ピシュタコの脂肪吸引を受け減量。その時に魔物の存在や狩りについて聞かされる。その後はディーンとサムの協力者となる。
ベッキー・ローゼン（Becky Rosen）
演：エミリー・パーキンス
日本語吹き替え：本美奈子
チャックの書いた「スーパーナチュラル」の愛読者。
チャーリー・ブラッドベリー（Charlie Bradbury）
演：フェリシア・デイ
日本語吹き替え：安藤瞳
ノーマンエンタープライズでエンジニアとして働いていた。
チャーリー・ブラッドベリーという名前は本名であるかは謎。
コンピューターのハッキングなどの才能に長けていて好奇心が旺盛なためディックに才能を買われたため目をつけられ危機的状況に陥るがサムとディーンとの協力により命拾いをした。
母親はチャーリーが子供の頃に事故に遭い、何十年も意識不明で匿名でチャーリーが医療金をハッキングにより支払っていたため延命措置がなされていた。
男性に全く興味がないわけではないが女性の方が好き。ファンタジー好きは母親譲りであり好きな本は「ホビットの冒険」。
サムから「女賢人」と呼ばれる。
作家でかつ賢人でもあるライマン・フランク・ボームの娘ドロシーと「オズ」の世界へ冒険の旅に出る。このエピソードでは悪い魔女の攻撃からディーンをかばって彼女は死亡するが、三つの試練で危険にあったサムを治療するために彼に憑依していた天使のガドリエルがディーンの懇願で蘇生させている。チャーリー自身も違和感を感じてディーンを問い詰めたがディーンは秘密にした。
シーズン10でカインの印に翻弄されるディーンを救うためにサムやキャスと協力し、手がかりの古代の本を入手するがフランケンシュタイン・人造人間の襲撃に遭い、悲劇の死を遂げる。
ミステリー社（Mystery Inc.）
シーズン13のエピソード16「スクービーナチュラル」にて悪霊の取り憑いたテレビに吸い込まれたサムとディーンが出会った、アニメ「スクービー・ドゥー」で活躍する行く先々でモンスターや幽霊絡みのミステリー事件を解決している仲間たち。今まで彼らが正体を暴いてきた幽霊たちは皆人間の変装だったが、今回は本物の悪霊が引き起こす殺人ミステリーに巻き込まれる。
スクービー・ドゥー（Scooby-Doo）
演：フランク・ウェルカー
日本語吹き替え：楠見尚己
舌足らずな口調で喋る臆病で大食いなグレート・デーン。本来そんな展開は起きないはずが、悪霊の仕業でアニメでも本当に人が殺される状況にあると知った際、ディーンは「身を挺して守る」と思い入れを見せた。一方、犬にもかかわらず言葉を話す彼の様子はウィンチェスター兄弟と同様にテレビに吸い込まれたカスティエルを唖然とさせた。
シャギー・ロジャース（Shaggy Rogers）
演：マシュー・リラード
日本語吹き替え：桜井敏治
スクービーの親友で、彼と同じくらい臆病で大食いな青年。何段も重なったサンドイッチを大口を開けて一口で食べたり、常軌を逸した逃げ足を見せたりなどアニメの登場人物ならではの身体能力を披露するが、悪霊によって高所から突き落とされた際は現実世界から来た霊による影響か、腕を骨折してしまう。
フレッド・ジョーンズ（Fred Jones）
演：フランク・ウェルカー
日本語吹き替え：谷山紀章
アスコット・タイが特徴的で、怪物を捕らえる罠を作るのが得意なミステリー社のリーダー。その完璧さにディーンからは目の敵にされている。悪霊に自ら立ち向かう勇敢さを見せるが、霊に投げ飛ばされ壁に叩きつけられた際は鼻血を流すほどの怪我を負ってしまう。
ダフネ・ブレイク（Daphne Blake）
演：グレイ・デリスル
日本語吹き替え：斎藤恵理
ピンチに遭いやすい美人な少女。ナンパを試みるディーンからの好意に全く気づかない純粋さを見せたが、本物の悪霊が存在すると知ったときは天国と地獄の存在も悟りパニックに陥った。
ヴェルマ・ディンクレー（Velma Dinkley）
演：ケイト・ミクーチ
日本語吹き替え：半場友恵
ミステリー社の頭脳となるメガネをかけた少女。メンバーの中でも幽霊や超常現象の存在に特に否定的で、悪霊が実在すると知らされた際は酷くショックを受けていた。彼の肩に惚れ込み、サムへ密かに好意を寄せる。